# Heugemerweg
De Heugemerweg is een weg of straat in de Nederlandse stad Maastricht. De weg ligt in een gebied tussen de Maas en de spoorlijn Maastricht-Luik, waar in het verleden veel bedrijven gevestigd waren en dat daardoor weinig structuur kende. Door de bouw van de 'architectuurwijk' Céramique is het ambivalente karakter nog toegenomen. De eens belangrijke uitvalsweg is anno 2021 een rustige woonstraat, zonder doorgaand verkeer, met een afwisselende bebouwing.

## Naamgeving
De straatnaam Heugemerweg werd in 1926 officieel vastgesteld, maar de weg bestond al veel eerder, zoals op oudere plattegronden en maquettes is te zien. De weg is genoemd naar het dorp Heugem, dat ten zuiden van Wyck ligt aan de Maas. Andere straatnamen in de omgeving verwijzen naar Maastrichtse glas- en aardewerkfabrieken en vestingwerken / lunetten (Céramique), of naar (rooms-katholieke) geestelijken, politici en bestuurders, die zich in de eerste helft van de twintigste eeuw ingezet hebben voor de emancipatie van arbeiders (Heugemerveld). De zijstraat Raccordement is genoemd naar een verdwenen spoorverbinding met het fabrieksterrein van de Société Céramique.

## Ligging
De Heugemerweg ligt op de rechter Maasoever en is onderdeel van de oostelijke begrenzing van het Maastrichtse stadscentrum. De weg zelf, inclusief de westelijke bebouwing, behoort tot de centrumbuurt Wyck (eigenlijk Céramique). De bebouwing aan de oostzijde bevindt zich in Heugemerveld, een van de zeven buurten van Maastricht-Oost. Het samenkomen van het 'chique' Céramique en het 'volkse' Heugemerveld geeft de Heugemerweg zijn bijzondere karakter. De weg loopt min of meer van noord naar zuid tussen Akerstraat / Duitsepoort en Minister Talmastraat / Jonkheer Ruysstraat. Bij de bouw van de wijk Céramique werd het zuidelijk deel van de weg geamputeerd. Dit deel sluit thans via een scherpe bocht aan op de Minister Talmastraat. De Heugemerweg telt aan de westzijde vier zijstraten: Sphinxlunet, Mosalunet, Remalunet en Stellalunet. Verder zijn er voetgangerspassages naar de binnenhoven van enkele grote woonblokken en bij het kantoorgebouw Il Fiore. Aan de oostzijde zijn eveneens vier zijstraten: Sphinxlunet, Bloemenweg, Raccordement (niet toegankelijk voor gemotoriseerd verkeer) en Monseigneur Schrijnenstraat (eenrichtingsverkeer).

## Verkeer en inrichting
De Heugemerweg is ongeveer zeshonderd meter lang en varieert in breedte van tien tot vijftien meter. In de gehele straat is anno 2021 gemotoriseerd verkeer in beide richtingen toegestaan. Parkeren is alleen toegestaan in de aangegeven parkeervakken. In het noordelijk deel, ten noorden van de Bloemenweg, geldt betaald parkeren. Het wegdek bestaat uit asfalt, met uitzondering van het zuidelijk deel van de kruising Heugemerweg-Sphinxlunet, waar de klinkerbestrating van gevel tot gevel voor een pleinachtig effect zorgt. Ten zuiden van deze kruising is geen wegmarkering aanwezig om de weghelften aan te geven. Aan het zuideinde van de weg is, vlak voor de scherpe bocht, een verkeersdrempel aangebracht. De trottoirs zijn op verschillende manieren bestraat: met betontegels (noordelijk straatdeel), met klinkers (aan de kant van Céramique) en met ruitvormig gelegde natuurstenen tegels (het deels vernieuwde trottoir aan de kant van Heugemerveld). Bij de pleinvormige kruisingen met Sphinxlunet en Raccordement staan enkele bomen, in het laatste geval met een zitbankje. Het overige 'groen' in de straat bestaat uit de openbaar toegankelijke tuinen bij de fabrieksmuur en de Céramique-gebouwen, de particuliere tuin van Villa Weltevreden met diverse forse bomen, en enkele geveltuintjes.

## Geschiedenis

### Pre-industrieel tijdperk
In 1949 werd bij de aanleg van een gasleiding in de Minister Talmastraat, vlak bij de Heugemerweg, een vroeg-Romeins graf gevonden (ca. 25-50 na Chr.), dat wellicht het oudste graf in Maastricht is. Het wijst mogelijk op de nabijheid van een weg uit die tijd. In het graf werden onder andere twee schalen van terra rubra aardewerk, twee hoge bekers, een ijzeren lepel en een ijzeren staaf aangetroffen.

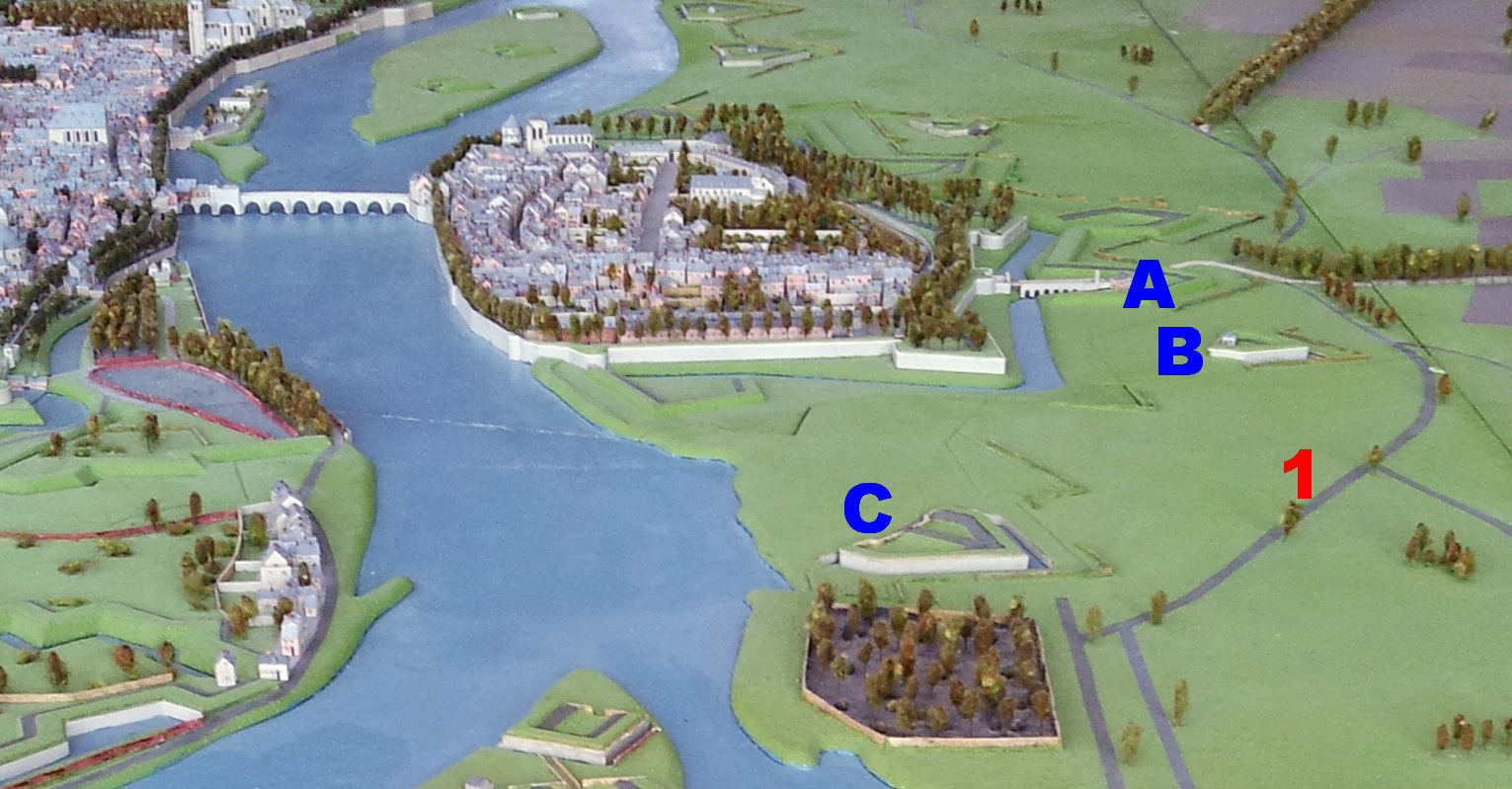
Wycker vestingwerken op de Maquette van Maastricht (origineel ca. 1750, kopie 1974-1982). 1 Heugemerweg; A ravelijn De Raaf; B lunet Enghien; C bastion De Rooy

De benaming Heugemerveld is niet historisch. Het gehele gebied ten oosten van Wyck werd op oude kaarten aangeduid als Wyckerveld. Oude (veld)wegen in het gebied waren, behalve de Heugemerweg, het Wijker Voetpad, de Oude Heerderweg (thans Bloemenweg), de Oude Gronsvelderweg (deels bewaard in de Mgr. Schrijnenstraat) en de Gronsvelder Zijweg (verdwenen bij de bouw van de Kennedybrug). Door het gebied liep tevens het Langwater (Maastrichts: Lankwater), een waterlossing of overlaat, die het overtollige regenwater uit de omgeving van Heer naar de Maas afvoerde. Het Langwater kruiste de Heugemerweg aan de zuidzijde bij de huidige scherpe bocht. Het is niet duidelijk onder welke jurisdictie de Heugemerweg tijdens het ancien régime viel. De dorpen Heer en Scharn behoorden tot de elf banken van Sint-Servaas; Heugem maakte deel uit van de heerlijkheid, later rijksgraafschap Gronsveld, terwijl een brede strook op de oostelijke Maasoever tot de heerlijkheid Sint Pieter behoorde. De stad Maastricht bezat de jurisdictie over een deel van het buitengebied dat binnen de zogenaamde banmijl lag, terwijl de tienden toekwamen aan het kapittel van Onze-Lieve-Vrouwe of de pastoor van Wyck. Vanaf de zeventiende eeuw lag een gedeelte van de huidige Heugemerweg binnen de vestinggordel en viel daarmee onder de verantwoordelijkheid van de Staten-Generaal van de Nederlanden.
Vanaf de zeventiende eeuw werden buiten de stadsmuren van Wyck buitenwerken aangelegd, waarvan er drie iets ten westen van de Heugemerweg lagen. Van noord naar zuid waren dat: het ravelijn De Raaf (ca. 1615-1632), de lunet Enghien (1675) en het bastion De Rooy (1742). Het eerste, gelegen bij de Duitse of Akerpoort, werd in de Tachtigjarige Oorlog (1568-1648) aangelegd; het tweede tijdens de Franse bezetting van Maastricht (1673-1678) en het laatstgenoemde werk naar aanleiding van de Oostenrijkse Successieoorlog (1740-1748). Het bastion De Rooy betrof een groot, vijfhoekig en deels bemuurd bouwwerk, met kazematten en kruitkelders onder de flanken. Vanaf de linker buitenrand van het vestingwerk, het glacis, liep een aquaduct, dat de verbinding vormde tussen het Langwater en de Wycker hoofdgracht, die echter beide meestal 's zomers droog stonden. Binnen het schootsveld van de vesting mocht niet worden gebouwd; gebeurde dat toch, dan moest het bouwwerk bij oorlogsdreiging binnen drie dagen kunnen worden afgebroken.
Na de Franse Tijd werd de omgeving van de Heugemerweg ingedeeld bij de gemeente Heer (aanvankelijk Heer en Keer). Tot de annexatie door Maastricht in 1920 bleef die situatie ongewijzigd. Op de kadastrale minuutkaart van circa 1823 zijn alle percelen aan de Heugemerweg nauwkeurig ingetekend. In combinatie met de kadastergegevens van 1842 valt op te maken welke bestemming een perceel had en wie de eigenaar was. Opvallende (groot)grondbezitters waren: Charles Clément Roemers (diverse landerijen omgeving Raccordement), de weduwe Philip Francois Wiet (omgeving Villa Weltevreden) en "de Hospices" ofwel het Burgerlijk Armbestuur (omgeving Renier Nafzgerstraat).

### Industrieel tijdperk
In 1851 richtte de Wycker ondernemer Wijnand Nicolaas Clermont, samen met zijn schoonbroer Charles Chainay, de aardewerkfabriek Clermont & Chinay op. Uit dit bedrijf kwam in 1863 de Société Céramique voort, die in korte tijd uitgroeide tot de grootste werkgever in Wyck. Na het opheffen van de vestingstatus van Maastricht in 1867, wist het bedrijf beslag te leggen op een groot areaal aan voormalige vestingterreinen ten zuiden van Wyck, tussen de Maas en de Heugemerweg. De drie genoemde buitenwerken werden in 1868 en 1869 geslecht. Van de gemeente Heer werd een terrein gekocht waar men voor eigen behoefte bakstenen produceerde. Omstreeks 1911 werd de jonge ingenieur-constructeur Jan Gerko Wiebenga benaderd om op het zuidelijk deel van het fabrieksterrein een complex moderne fabriekshallen te bouwen, de zogenaamde Division II, waarvan alleen de Wiebengahal resteert. In 1928 volgde een nieuwe uitbreiding, Division III genoemd, direct aan de Heugemerweg gelegen. In 1958 fuseerde het bedrijf met de voornaamste Maastrichtse concurrent, De Sphinx v/h Petrus Regout & Co. Het nieuw ontstane bedrijf heette aanvankelijk N.V. Sphinx-Céramique, vanaf 1960 N.V. Koninklijke Sphinx, en telde na de fusie vierduizend werknemers. Aanvankelijk werd er nog geïnvesteerd in het fabriekscomplex in Wyck, maar na enkele jaren werd de productie geleidelijk verplaatst naar de hoofdvestiging aan de Boschstraat. Op het terrein aan de Heugemerweg waren daarna nog enige jaren de filterzakjesfabriek Filtropa en de kaarsenfabriek Randwyck actief.
In 1886 begon de Rotterdame Waterleiding Exploitatie-Maatschappij met de aanleg van waterleiding in Maastricht. Op de Sint-Pietersberg werd een groot waterreservoir aangelegd en aan de Heugemerweg verrees een pompgebouw met bijbehorende dienstwoning. Mogelijk werd het pompstation na de overstroming van de Maas in 1926 buiten gebruik gesteld, waarna het nog enige tijd door twee gezinnen bewoond werd (Heugemerweg 26-28).
Tussen Heugemerweg en Duitsepoort, ter hoogte van de omstreeks 1912 aangelegde spoorwegovergang Heerderweg, waren eveneens enkele bedrijven gevestigd, waaronder stoomwasserij De Lelie, houthandel Severijns en machinefabriek Koppen & Frings. In 1921 gaf directeur Lousberg van eerstgenoemd bedrijf opdracht aan Alphons Boosten en Jos Ritzen om het bestaande gebouwencomplex te moderniseren en uit te breiden. De twee jonge architecten stonden op dat moment volop in de belangstelling door de bouw van de Koepelkerk aan de overkant van het spoor. Het ontwerp omvatte een nieuwe bakstenen werkzaal met sheddaken en diverse kleinere aanbouwen, waaronder een garage. Het wasserijcomplex kreeg een moderne uitstraling door de vlakke, gestucte wanddelen en de horizontale belijningen. Kenmerkend waren de paviljoenachtige entreegebouwen aan de Duitsepoort, met verdikte richels aan de dakrand, en de hoge schoorsteen met belettering "De Lelie". Aan de Heugemerweg verrees een eenvoudig woonhuis met kantoor voor de directeur. Het gehele complex, inclusief de directiewoning, is omstreeks 1980 afgebroken. Wel bewaard bleef een klein woningcomplex, dat Boosten en Ritzen rond diezelfde tijd verderop in de straat realiseerden (zie hieronder).
Iets ten zuiden van De Lelie was vanaf circa 1926 de kleurstoffenfabriek van Emile Regout gevestigd, later bekend als Blythe Colours. Deze fabriek produceerde kleurstoffen en glazuren voor de glas- en aardewerkindustrie. Het bedrijf was in 1895 opgericht door Emile Hubert Regout, telg uit het bekende ondernemersgeslacht Regout en tevens mede-oprichter van de tegelfabriek Alfred Regout & Co. (later Rema). Aanvankelijk was de fabriek gevestigd in de Batterijstraat. Mogelijk is er ook geproduceerd op het terrein van de tegelfabriek aan de Franciscus Romanusweg. Waarschijnlijk verhuisde het bedrijf in 1926 naar het terrein tussen de Bloemenweg en de Heugemerweg. De onderneming heette aanvankelijk Regout Glansgoud, naar de goudkleurige verfstoffen die er geproduceerd werden. In de volksmond werd dat al gauw de "goudfabriek van Regout". In 1956 ging het bedrijf, toen Chemische Fabriek Emile Regout geheten, een samenwerkingsverband aan met het Britse Johnson Matthey & Co, waarna de naam werd gewijzigd naar Regout-Matthey N.V. In 1967 veranderde de naam in Blythe Colours; Johnson Matthey werd volledig eigenaar. In 1973 verhuisde het bedrijf naar de Fregatweg in de Beatrixhaven. In 1982 bleek het voormalige fabrieksterrein ernstig vervuild met chemisch afval, hetgeen leidde tot onrust in de buurt en vertraging in de bouwplannen. Het nieuwbouwwijkje kreeg de naam Raccordement, verwijzend naar een nabijgelegen raccordement, een spoorlijntje dat de fabrieksspoorlijnen van de Société Céramique verbond met het landelijke spoorwegnetwerk. Zoals te zien is op nevenstaande plattegrond uit 1914, kruiste het raccordement de Heugemerweg iets ten noorden van de splitsing met de Bloemenweg; het lag dus feitelijk net buiten het huidige woonwijkje.

### Post-industrieel tijdperk
In 1920 werd een groot deel van de gemeente Heer, inclusief de Heugemerweg en omgeving, bij Maastricht gevoegd. Door de Maaswerken en het dempen van het winterbed van de Maas rondom Wyck, kwam in de jaren 1930 een einde aan de voorheen regelmatig voorkomende overstromingen. Na de Tweede Wereldoorlog veranderde het karakter van de weg geleidelijk. Door de bouw van de arbeiderswijk Heugemerveld, de eerste naoorlogse nieuwbouwwijk in Maastricht, lag de weg nu minder afgelegen, hoewel nog steeds aan de rafelrand van de stad. In 1964 werd de eenzijdige samenstelling van de beroepsbevolking in Heugemerveld als problematisch omschreven.

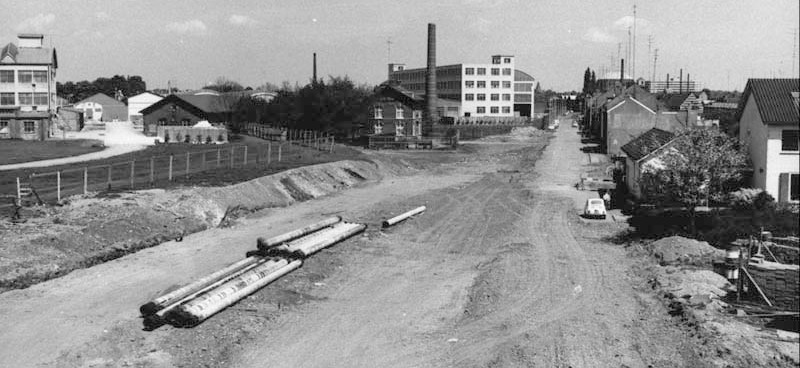
Wegreconstructie na gereedkomen Kennedybrug (1967). Midden: Division III van de Société Céramique en 'Waterleidingvilla'

Twee grote infrastructurele projecten, de bouw van de Scharnerwegtunnel en de Kennedybrug, leidden tot grote ingrepen, zowel aan de noordzijde als aan de zuidzijde van de Heugemerweg. De aanleg van de Scharnerwegtunnel (1959-1962) noopte tot de afbraak van de bebouwing op de noordoostelijke hoek met de Akerstraat, waaronder de bouwmaterialenhandel J. Budé en de slagerij Dreesen. Het vrijgekomen terrein op de kop van de Heugemerweg, Akerstraat en Duitsepoort bleef daarna grotendeels onbebouwd. Na het gereedkomen van de tunnel veranderde de verkeerscirculatie, waardoor met name het noordelijk deel van de Heugemerweg rustiger werd. De bouw van de Kennedybrug, aanvankelijk Zuiderbrug genoemd, vond plaats van 1965 tot 1968. Aan de zuidzijde van de Heugemerweg moesten de Gronsvelder Zijweg en enkele huizen plaatsmaken voor de aansluiting op de nieuwe brug. De ingreep maakte de Kennedybrug vanuit Wyck goed bereikbaar en zal ongetwijfeld geleid hebben tot meer verkeer op de Heugemerweg.
In de jaren 1970 beëindigden diverse bedrijven aan de Heugemerweg hun activiteiten, of verhuisden naar elders. De bedrijfsterreinen kregen een woonbestemming, waardoor het industriële karakter naar de achtergrond verdween. Het 23 hectare grote fabrieksterrein van de Société Céramique werd in 1988 eigendom van de gemeente Maastricht. Deze gaf opdracht aan de architect Jo Coenen om een masterplan te maken voor een woonwijk, die een uitbreiding van de Maastrichtse binnenstad moest worden. Na sloop van de meeste fabrieksgebouwen verrees hier de wijk Céramique met brede straten en lanen, waaraan prestigieuze gebouwen van (internationaal) bekende architecten verrezen. De nieuwe wijk vormde een groot contrast met de aanpalende volksbuurt Heugemerveld. Met name in het zuidelijk deel van de Heugemerweg bepaalden dichtgetimmerde slooppanden jarenlang het straatbeeld. Anno 2021 is de oostelijke straatwand weer enigszins hersteld en bevindt het enige nog braakliggende terrein zich ten zuiden van de weg bij Il Fiore. Door het wijzigen van de verkeerssituatie (de 'knip' bij Il Fiore) is de Heugemerweg zijn functie als doorgaande weg grotendeels kwijtgeraakt. De verkeersweg is daarmee woonstraat geworden.

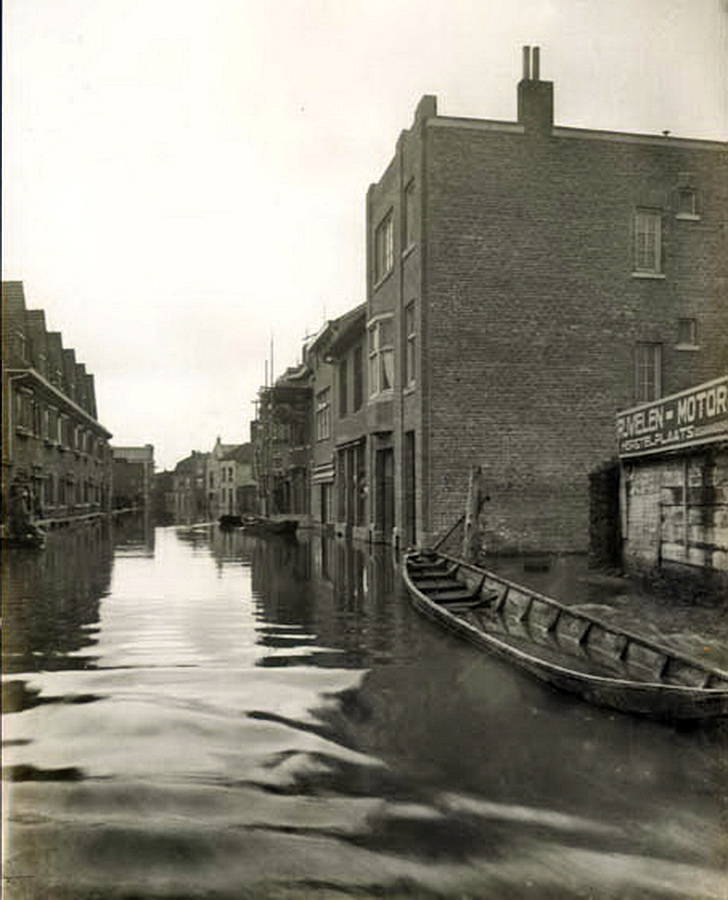
Noordelijk straatdeel: hoogwater, 1926
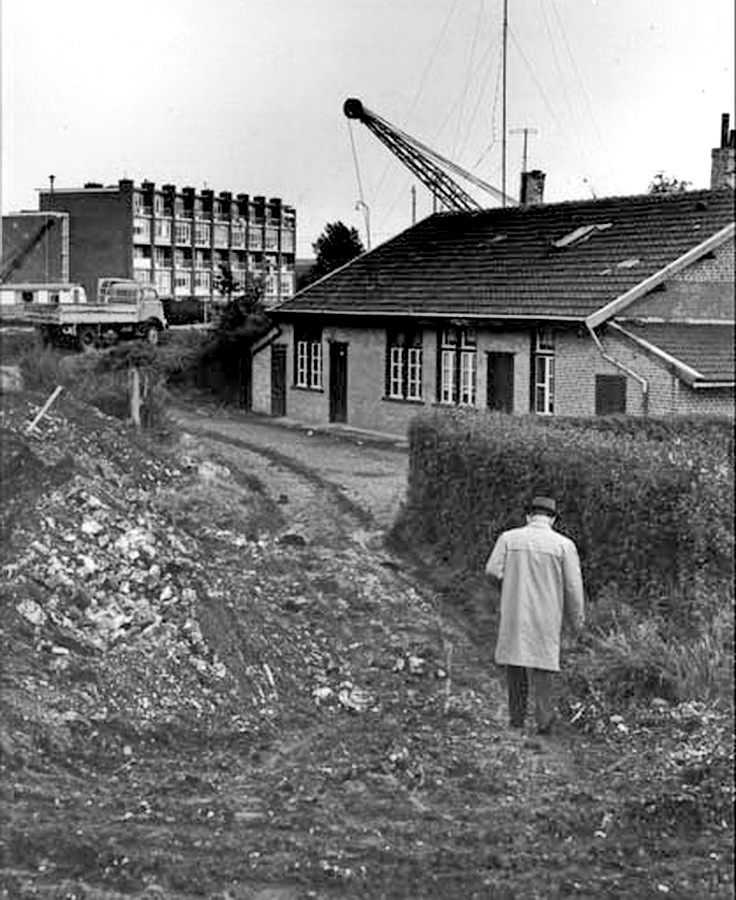
Zuidelijk straatdeel: sloop t.b.v. bouw Kennedybrug, 1965
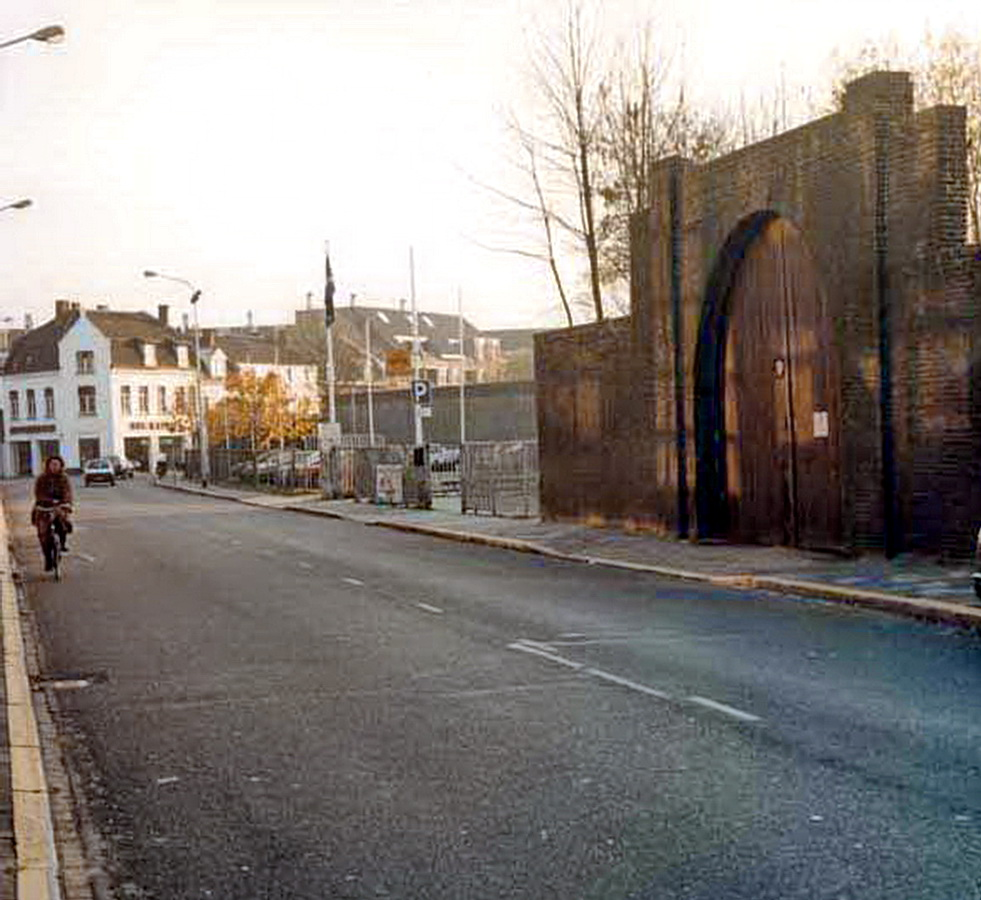
Noordelijk straatdeel: fabriekspoort, 1990
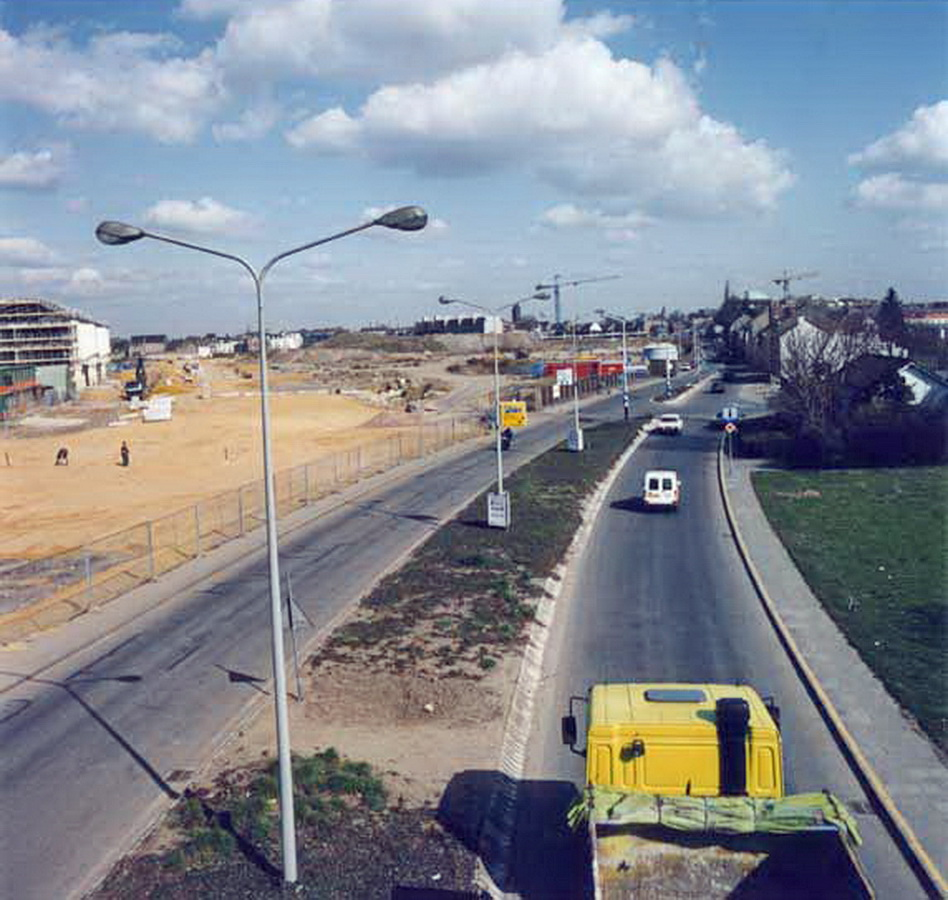
Zuidelijk straatdeel: aanvang bouw Céramique, 1993

## Cultuurhistorisch erfgoed; architectuur
De bebouwing van de Heugemerweg is vanouds gevarieerd. Hoewel de industriële bebouwing – op de fabrieksmuur van de Société Céramique na – is verdwenen, en de meeste braakliggende terreinen zijn ingevuld, is het straatbeeld weinig homogeen. Dat is vooral te zien in het zuidelijk straatdeel, waar de deels historische, kleinschalige bebouwing aan de oostzijde sterk contrasteert met de moderne, grootschalige appartementencomplexen aan de westzijde. De Heugemerweg telt één rijksmonument en drie gemeentelijke monumenten, waarvan er een nog niet is vastgesteld (de fabrieksmuur) en een ander bestaat uit in totaal twaalf panden, waarvan zes aan de Heugemerweg (nrs. 1-9a).

### Fabrieksmuur en gedenksteen
Aan de oostzijde van het voormalige fabrieksterrein van de Société Céramique strekt zich langs de Heugemerweg een deel van de fabrieksmuur uit de eerste helft van de twintigste eeuw uit. De muur van bruine baksteen, met een totale lengte van circa 300 meter, bestaat uit een dertigtal min of meer vierkante muurvakken, die tussen pijlers opgemetseld zijn. De pijlers zijn iets hoger en gedekt met betonnen afdekplaten, die de vorm hebben van een diamantkop. Bij de muurvlakken bestaat de afdekking uit een gemetselde ezelsrug met aan de straatzijde een gemetselde kartelrand. De intacte muurvakken zijn tevens voorzien van siermetselwerk met geometrische motieven in gele baksteen. In de muur zijn twee oorspronkelijke rondboogpoorten behouden. De meeste muurvakken zijn omstreeks 2000 gedeeltelijk opengebroken en met stalen balken verstevigd om het achterliggende gebied een grotere transparantie te bieden. Bij het woongebouw Jardin Céramique is de muur verlaagd om zicht te bieden op de tuin. Bij de zijstraten van de Heugemerweg is de muur afgebroken.
In het meest zuidelijke muurvak is een gedenksteen ingemetseld van het verdwenen drinkwaterpompstation, dat zich niet ver hiervandaan bevond. Het monument van Naamse steen bevond zich oorspronkelijk boven de voordeur van de dienstwoning bij het pompgebouw. Na de sloop van het complex verhuisde de steen omstreeks 1990 naar het vroegere museum van de Nutsbedrijven aan de Maagdendries. In 2002 werd de steen herplaatst in de oude fabrieksmuur. Onder het gebeeldhouwde wapen van Maastricht is te lezen dat de eerste Maastrichtse waterleiding in 1886-1887 werd aangelegd door de Rotterdamse Waterleiding Exploitatie-Maatschappij.

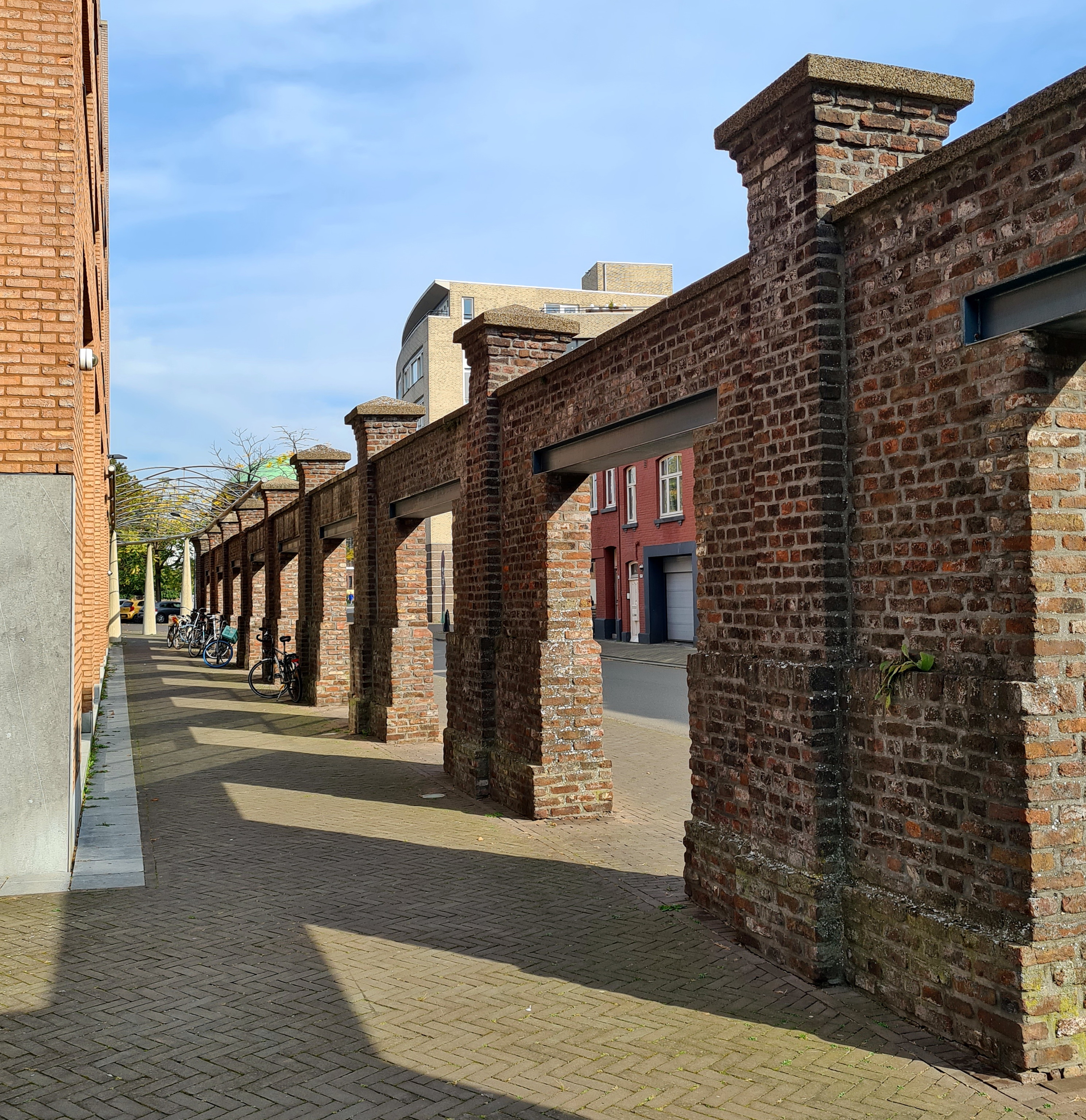
Fabrieksmuur, westzijde
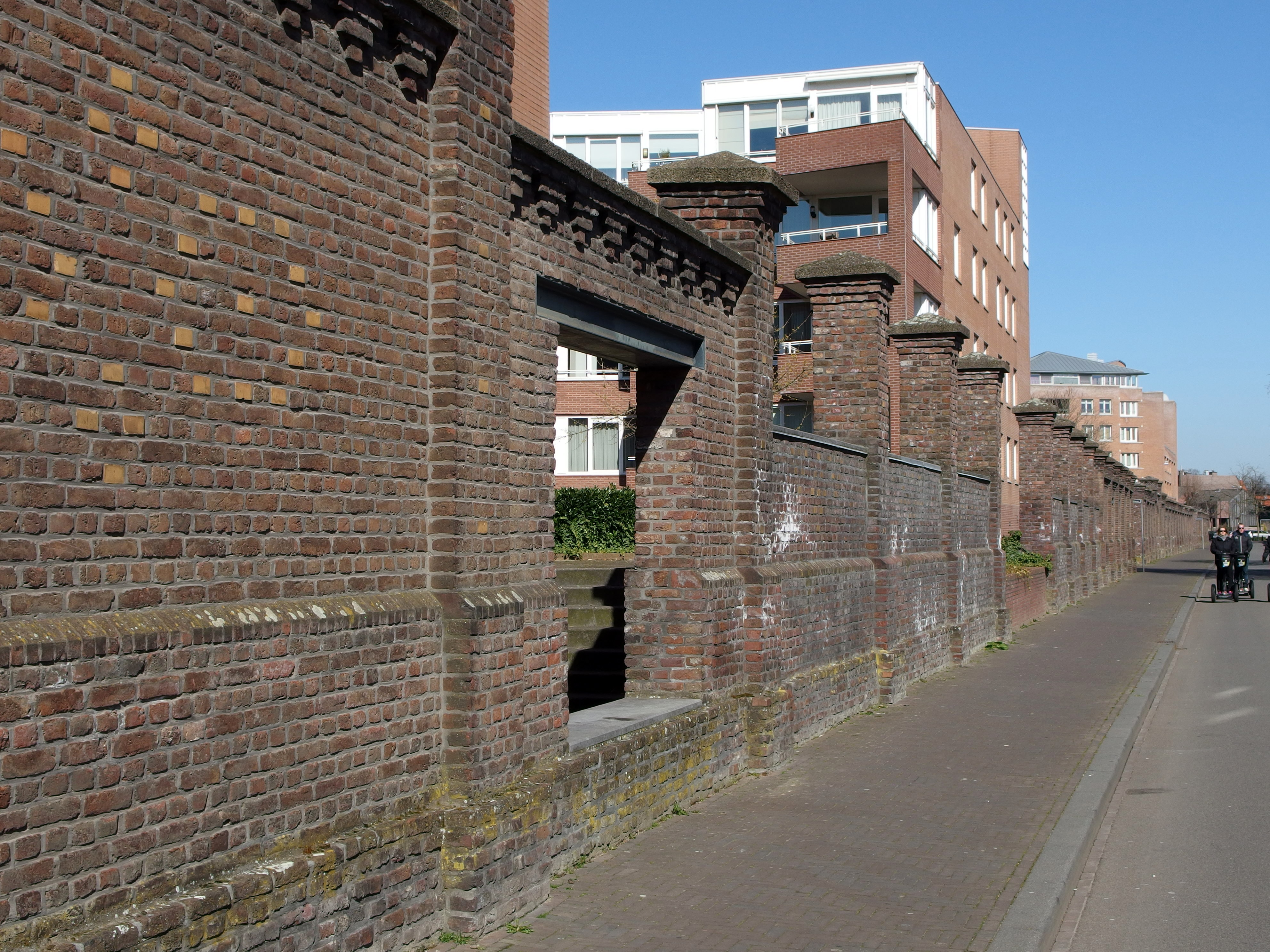
Fabrieksmuur, oostzijde
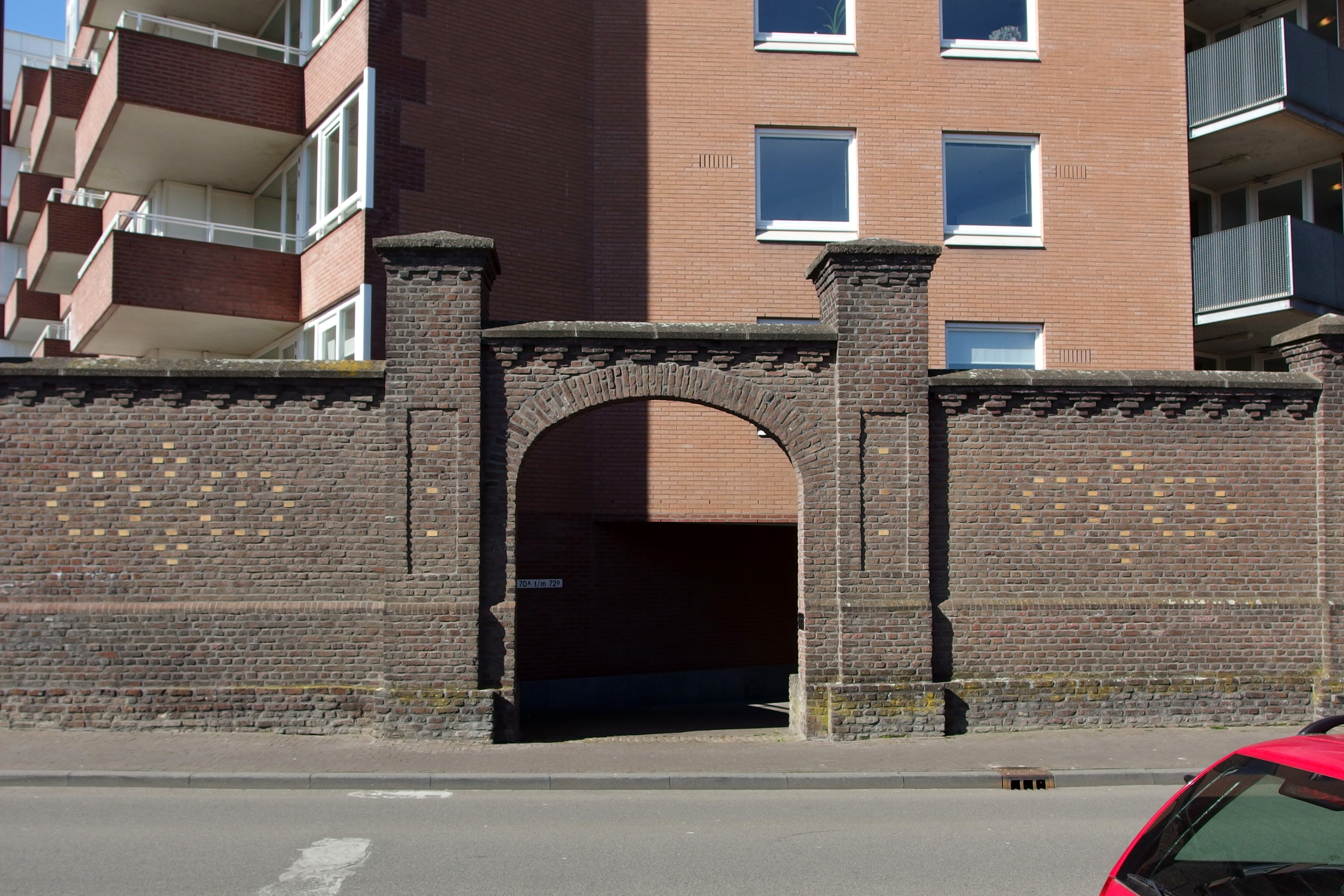
Idem, oude fabriekspoort
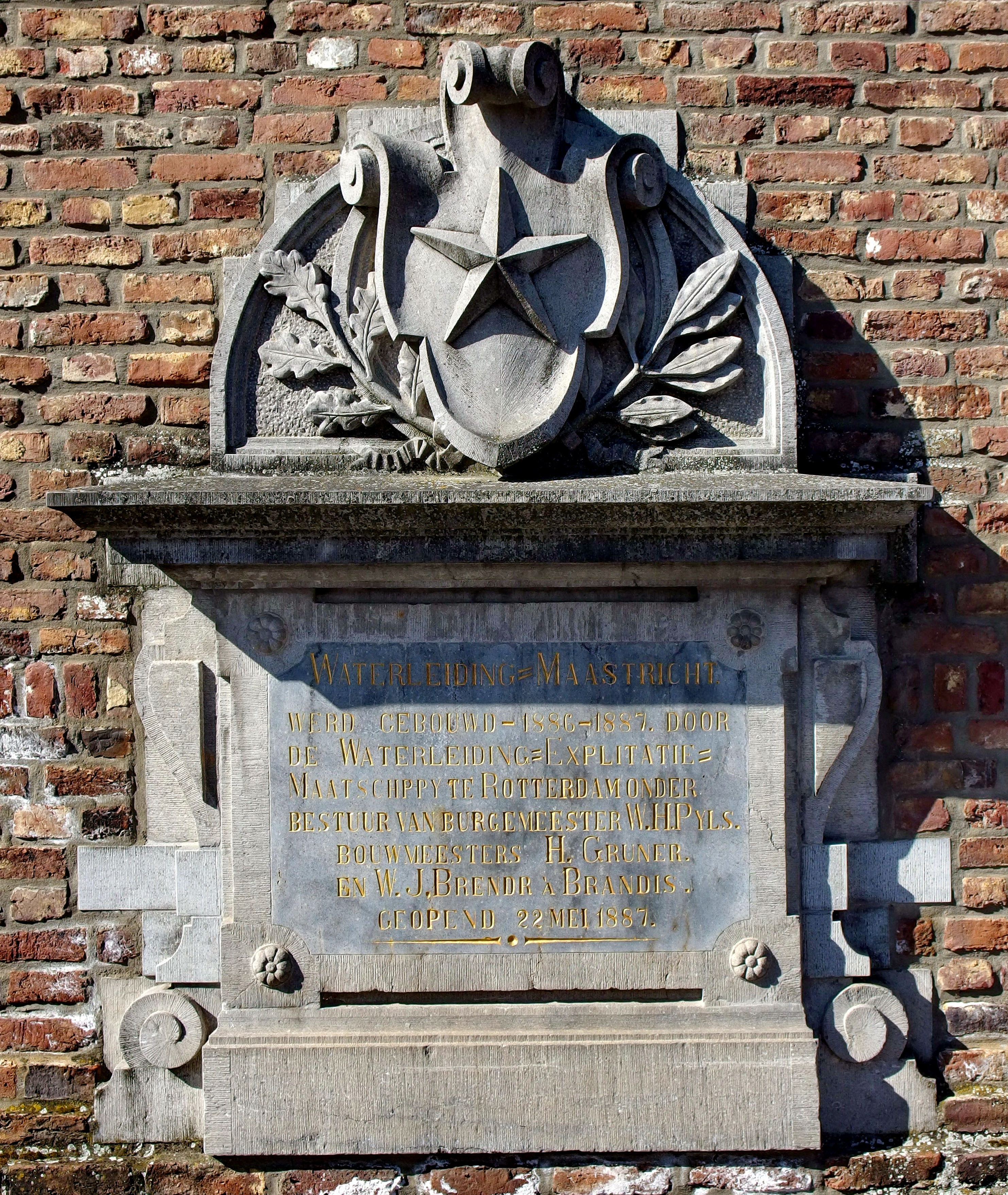
Gedenksteen uit 1887

### Architectuur (historisch)
Heugemerweg 57-57a, ook wel Villa Weltevreden of Villa Roovers genoemd, is het oudste, nog bewaard gebleven gebouw aan de Heugemerweg en tevens het enige rijksmonument. De villa werd gebouwd omstreeks 1880 in traditioneel-ambachtelijke stijl met elementen van de neorenaissance. De woning is in het verleden gesplitst, waardoor sommige elementen niet origineel zijn. De villa is gesitueerd op een driehoekig perceel op de hoek Heugemerweg-Mgr. Schrijnenstraat. Het perceel wordt gedeeltelijk omgeven door een smeedijzeren hekwerk tussen gemetselde hekpijlers, en een bakstenen tuinmuur aan de zijde van de Mgr. Schrijnenstraat. De hoofdingang, de entree van nr. 57 na de splitsing, bevindt zich in de smalle noordgevel, die eindigt in een puntgevel. De entreepartij wordt benadrukt door een rood betegeld bordes met bakstenen balustrade en hardstenen traptreden. Boven de voordeur bevindt zich een houten balkon rustend op houten kolommen met cannelures. De brede voorgevel aan de Heugemerweg (de westgevel) bestaat uit vier delen, waarvan de twee risaliserende delen eindigen in een puntgevel. Tegen de zuidelijke gevel van nr. 57a is een houten veranda gebouwd. De villa is opgetrokken in roodbruine baksteen boven een hardstenen plint. De gevels zijn verlevendigd door middel van geblokte mergelstenen hoeklijsten, deur- en vensteromlijstingen met sluitstenen, die wit gesausd zijn. De hardstenen dorpellijst in de eerste bouwlaag is niet mee geschilderd. In het linker bouwdeel bevinden zich tussen de vensters twee ingemetselde reliëfs met personificaties van de bouwkunst ("Architecture") en meetkunde("Géométrie”). In het interieur zijn onder meer een trappenhuis met houtsnijwerk, oorspronkelijke paneeldeuren, marmeren haardlijsten, stucplafonds en figuratieve plavuizenvloeren bewaard gebleven.

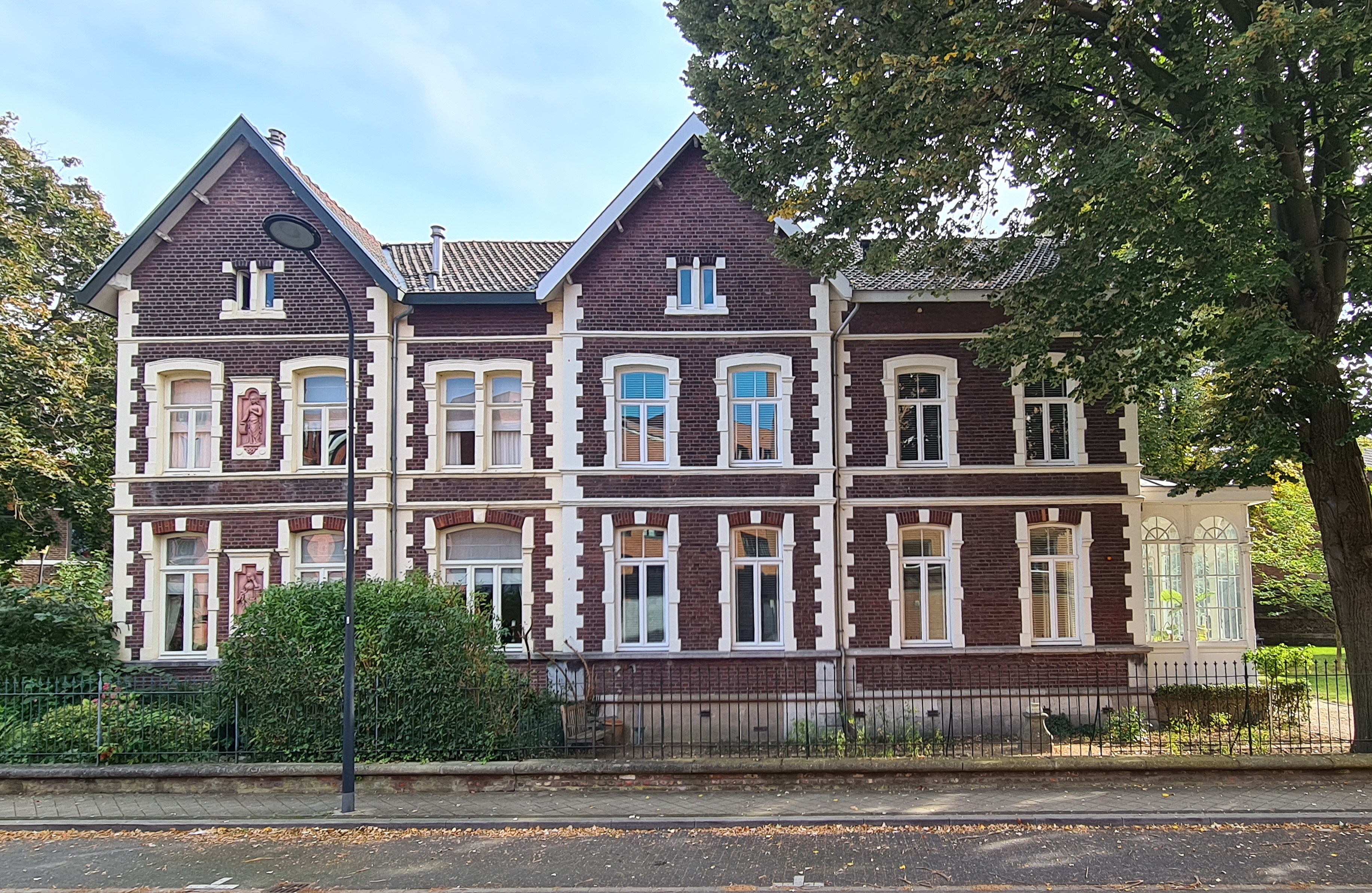
Nrs. 57-57a, westgevel
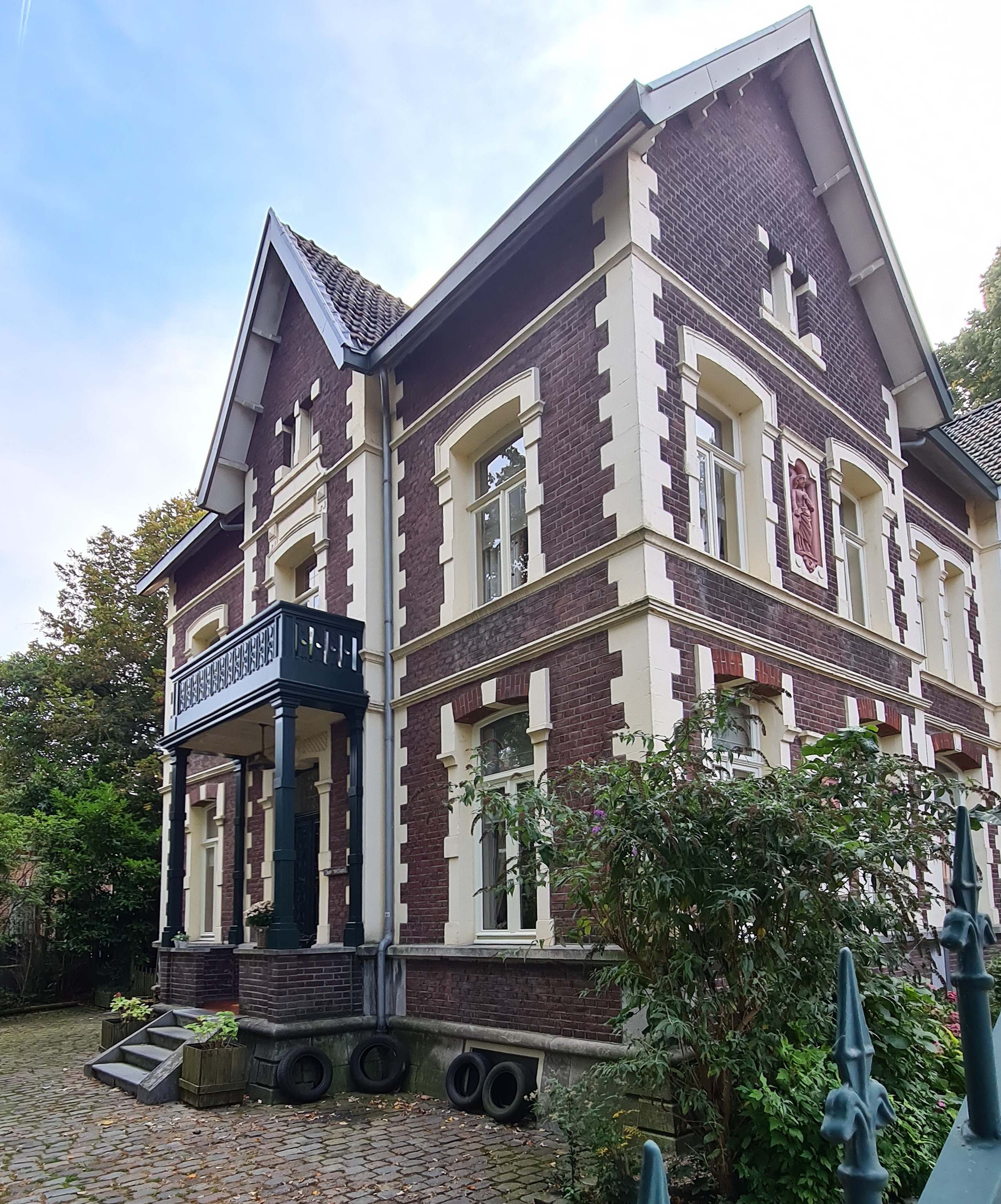
Noordgevel, entree
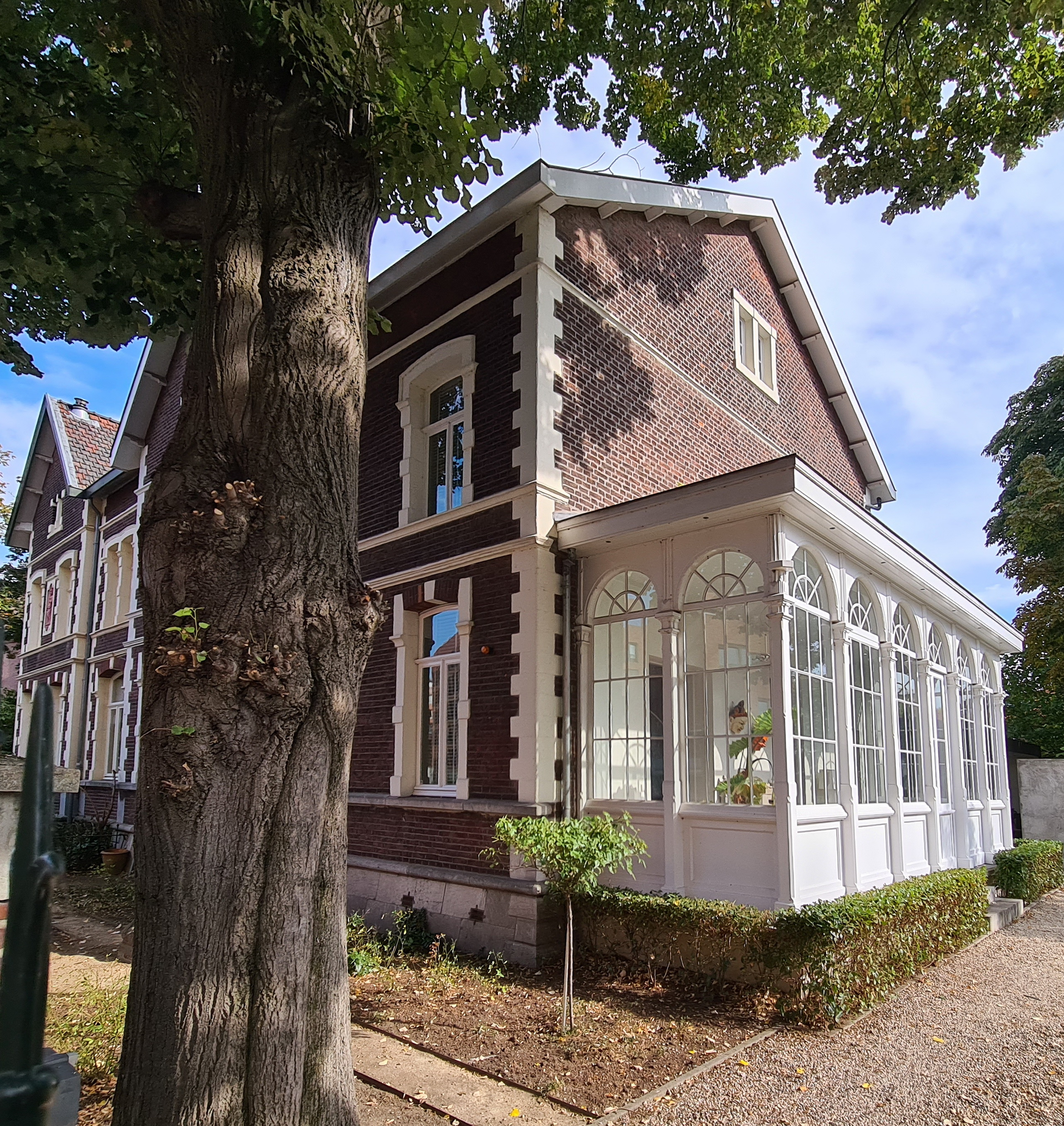
Zuidgevel, veranda
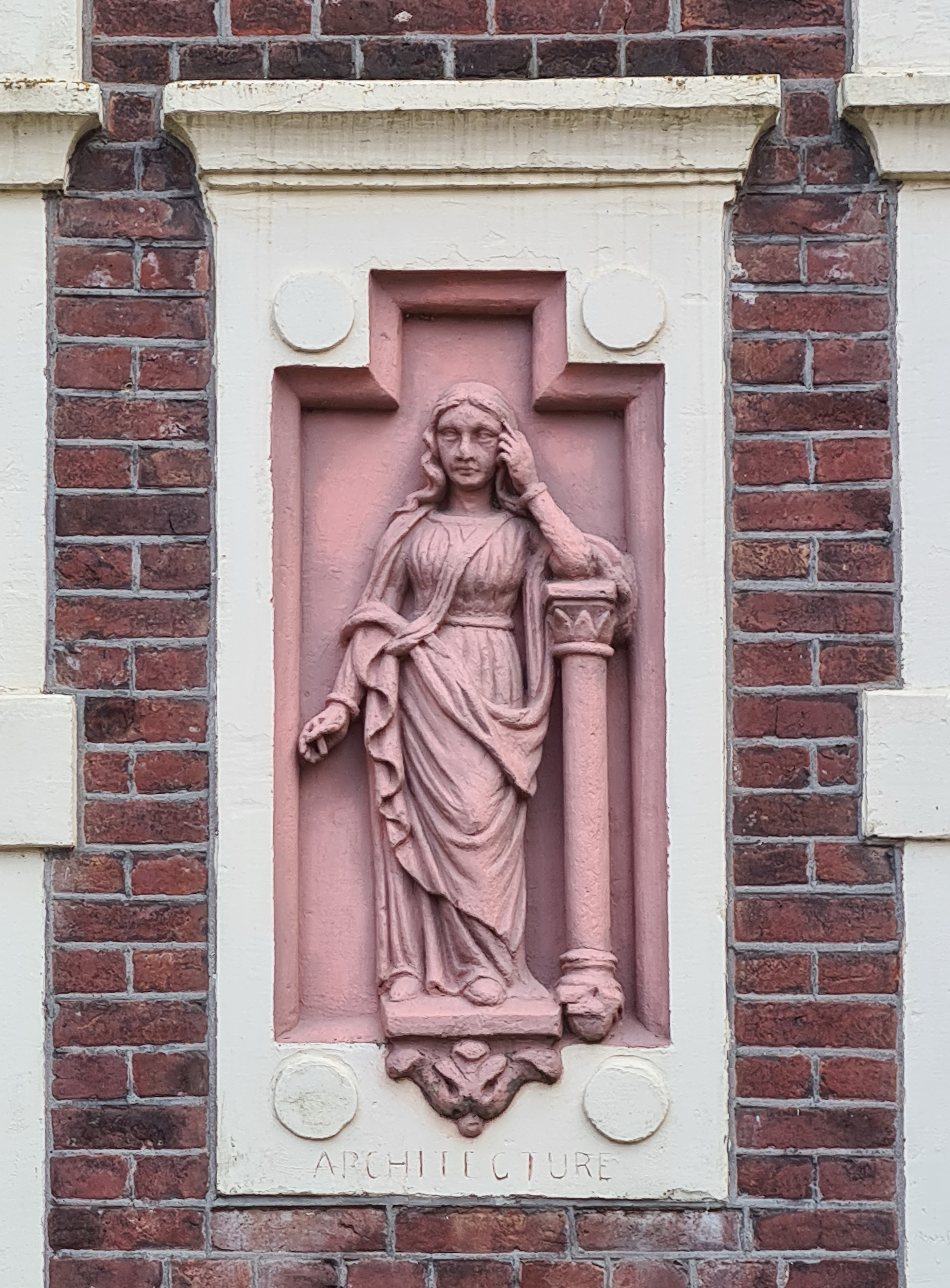
Gevelreliëf "Architecture"

Het winkelwoonhuis op de hoek Akerstraat-Heugemerweg (nrs. 2a, 2b en 2c) is een gemeentelijk monument. Het pand behoort tot het vrij kleine oeuvre van de Maastrichtse architect Jos Joosten, die in het tweede kwart van de twintigste eeuw werkte in de stijl van het nieuwe bouwen. Hij is met name bekend als ontwerper van het warenhuis Maussen en het brouwhuis van brouwerij De Ridder, beide in Wyck. Het vrij forse hoekhuis bestaat uit drie bouwlagen en een zolderverdieping onder een hoog opgaand, met pannen gedekt zadeldak. De gevels zijn gemetseld in kruisverband met gele bakstenen. Het pand heeft een asymmetrische gevelopbouw. Beide gevels bestaan uit twee delen, met aan beide kanten een lijstgevel en een puntgevel, die laatste met een erker in de tweede bouwlaag. De gevelindeling is zeer afwisselend met vensteropeningen in diverse vormen en maten, soms met glas-in-lood bovenlichten. De voormalige winkelentree bevindt zich op de afgeschuinde hoek. De grote etalageruiten aan weerszijden daarvan zijn waarschijnlijk niet oorspronkelijk. De hoek is in de tweede bouwlaag afgerond met in de derde bouwlaag een balkon dat zich aan de kant van de Akerstraat voortzet.
De zes tussenwoningen op nrs. 1 t/m 9a zijn onderdeel van een complex van twaalf stadswoningen, die rug aan rug tussen de Heugemerweg en de Duitse Poort zijn gebouwd. Het complex uit 1921 van de architecten Boosten en Ritzen is een gemeentelijk monument. De woningen zijn paarsgewijs gespiegeld. Opvallend zijn de brede, driehoekige dakkapellen onder dwars geplaatste insteekkappen. Een verbindend element is de brede, houten bakgoot, die over de zes gevels doorloopt. De entreepartijen zijn twee aan twee gekoppeld door middel van houten luifels. De vensteropeningen hebben houten kozijnen met vensters die in de oorspronkelijke vorm ongedeeld en negenruits, of samengesteld en twaalf- of achttienruits waren (bij de meeste panden gewijzigd). Een fraai detail vormen de licht uitbuikende erkers op de eerste verdieping. De voorgevel is gemetseld in staand verband met bruine baksteen. De plint van ruw gekapte Kunradersteen steekt daartegen scherp af. Het naastgelegen bedrijfspand nr. 11 is waarschijnlijk niet van dezelfde architecten, maar dateert wel uit dezelfde periode. Het is anno 2021 in gebruik als architectenbureau.
Van de lage arbeidershuisjes, te zien op oude foto's aan de zuidoostzijde van de straat, is er slechts één bewaard gebleven (nr. 75), ingeklemd tussen de nieuwbouw, omdat de eigenaren weigerden te verkopen. Door een gewijzigde raamindeling is het niet meer in originele staat.

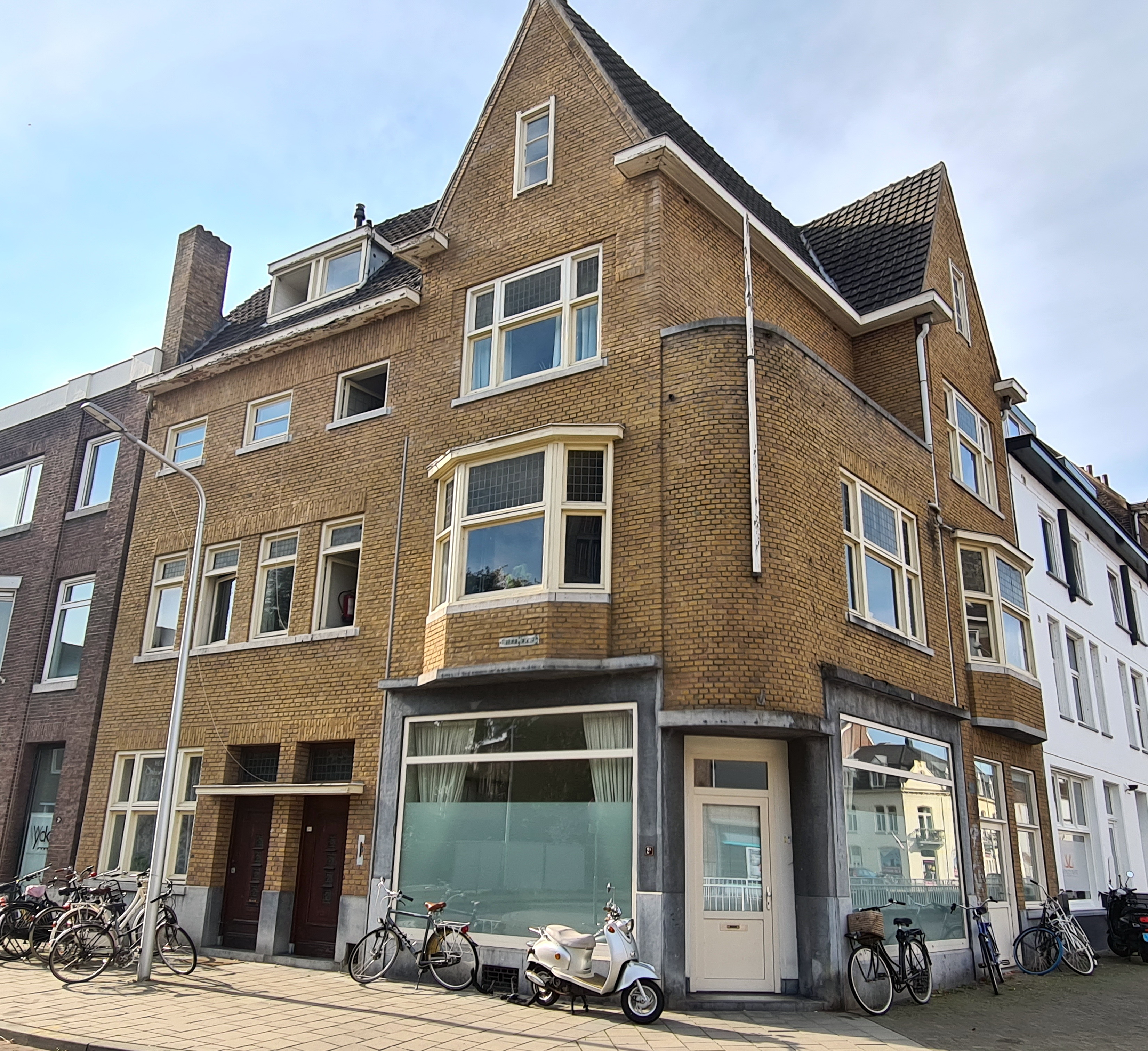
Nr. 2a-c, hoek Akerstraat
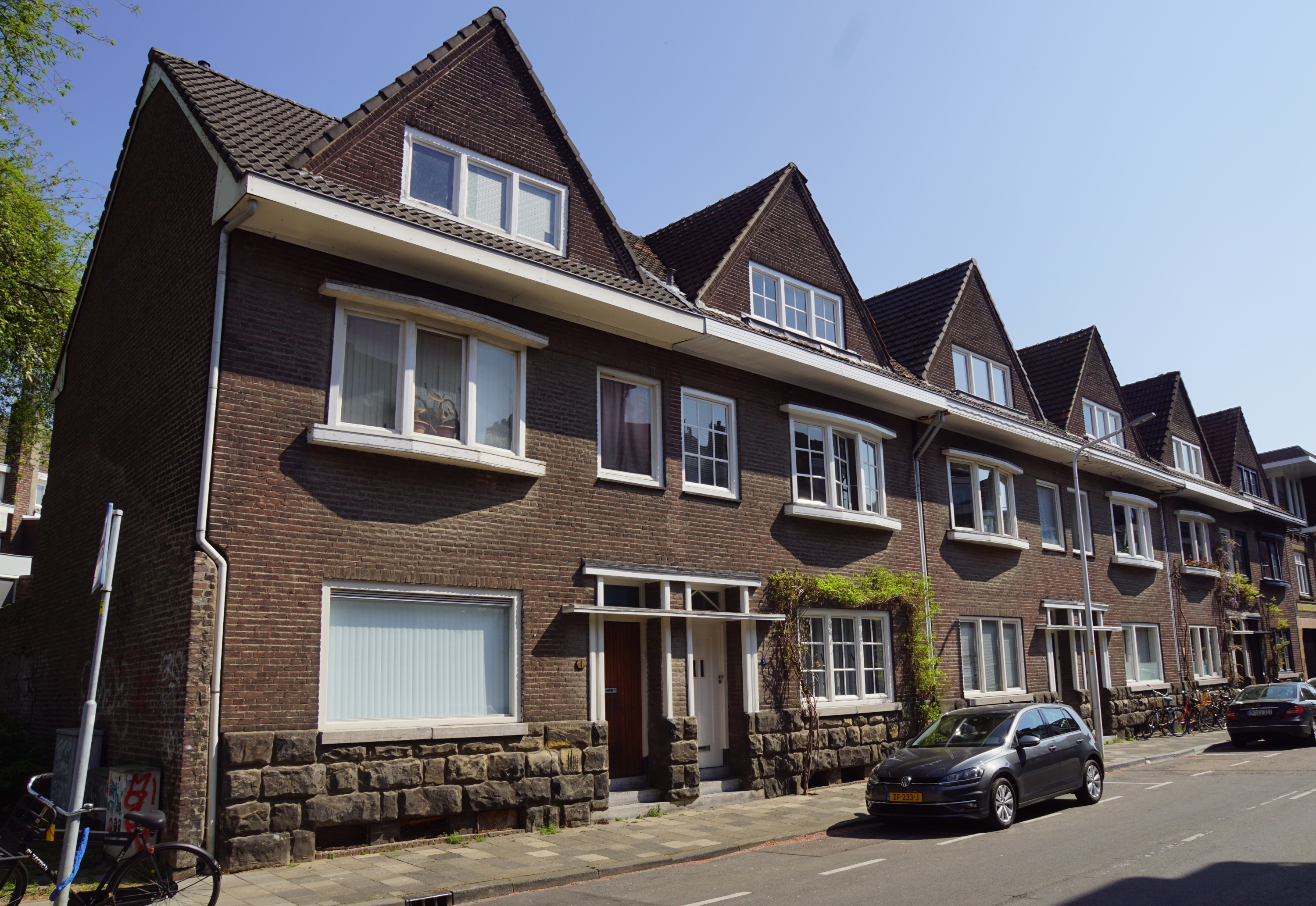
Nrs. 1 t/m 9a
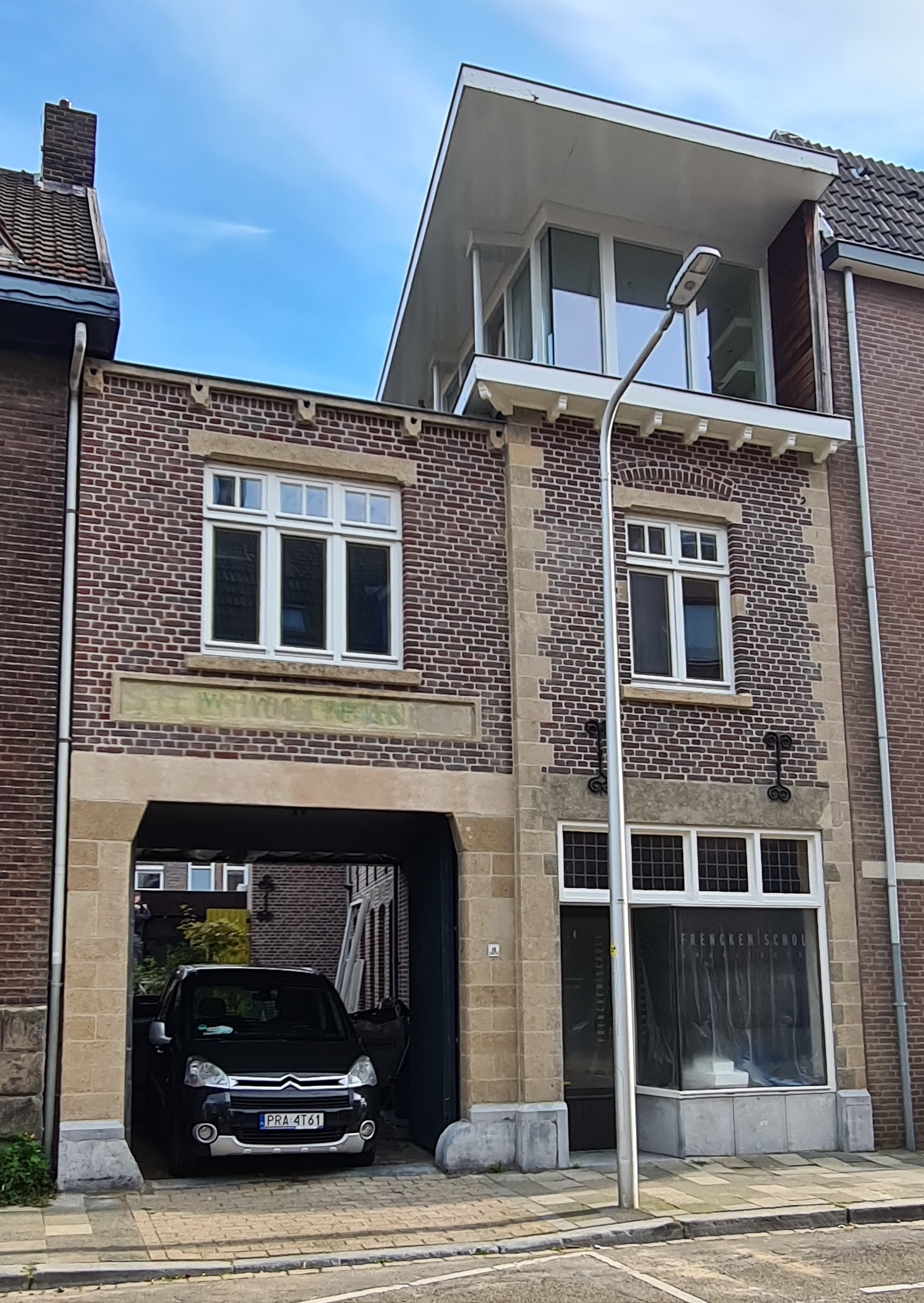
Nr. 11
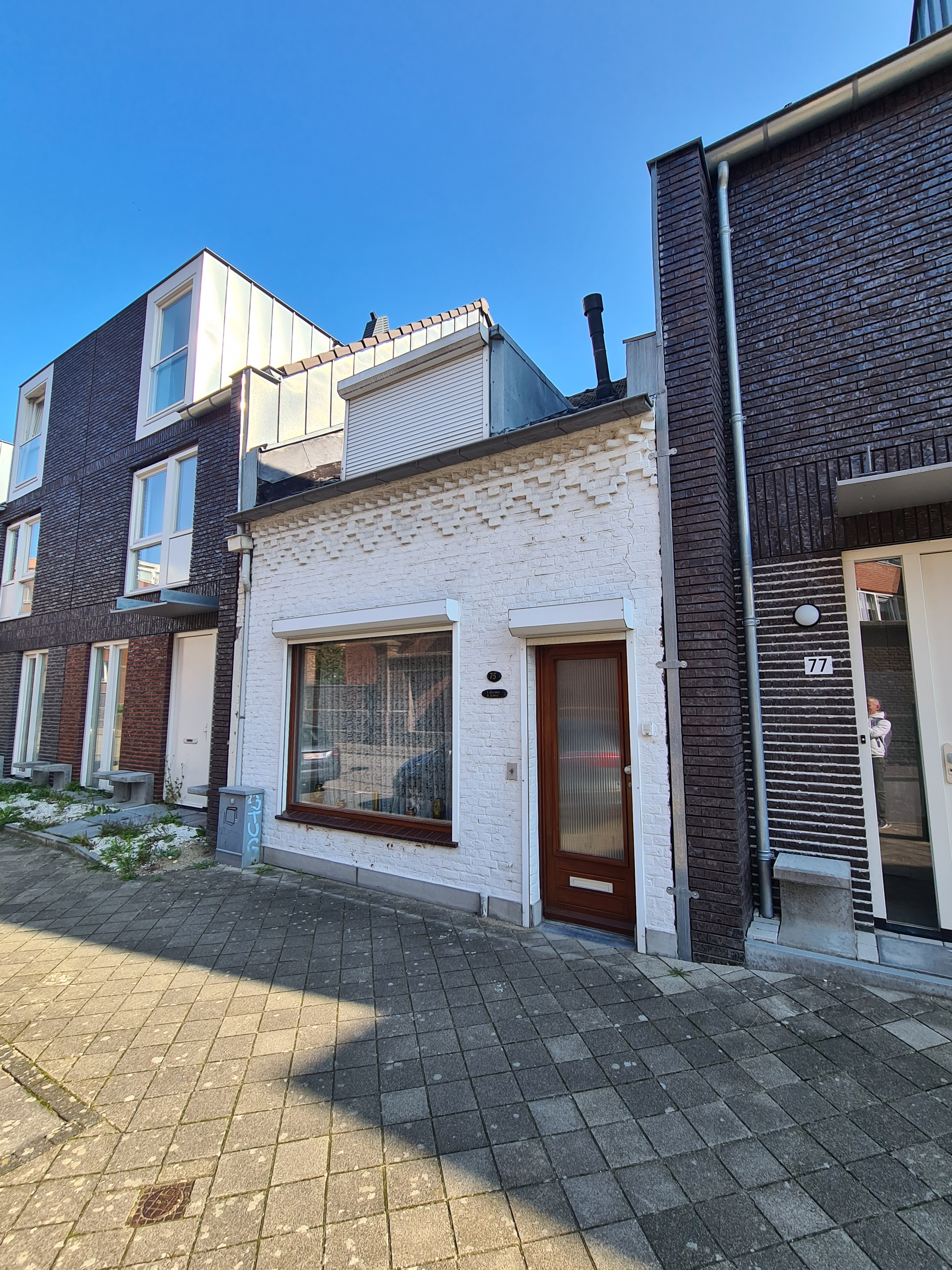
Nr. 75

### Architectuur (modern)
Aan de oostzijde van de straat wordt de vooroorlogse bebouwing afgewisseld met enkele naoorlogse woningbouwcomplexen, waarvan er drie in de jaren 1980 en 90 tot stand kwamen in het kader van de herinrichting van voormalige bedrijfsterreinen. Heugemerweg 13-15 is een woongebouw (tegenwoordig studentenhuisvesting) dat als typerend gezien kan worden voor de manier van bouwen in die periode. Het staat op de plaats waar tot 1980 houthandel Severijns was gevestigd. Iets jonger is het appartementencomplex Arc de Céramique, dat qua hoogte (zes bouwlagen) en vormgeving meer aansluit bij de architectuur van Céramique. Het complex is eind jaren 1990 gebouwd op een terrein tussen Heugemerweg, Sphinxlunet, Duitsepoort en Bloemenweg, waar voorheen de wasserij De Lelie stond. Het aansluitende complex Raccordement (opgeleverd in 1988)  is gebouwd op het voormalig bedrijventerrein van Blythe Colours. Getracht is om door middel van afgeschuinde hoeken, vooruitspringende geveldelen en in hoogte variërende daken de monotonie van de gebouwen te doorbreken en deze beter in het stedelijk weefsel in te passen. De drie straatjes die tezamen Raccordement vormen zijn, typerend voor die tijd, ingericht als woonerf.
Ten zuiden van Villa Weltevreden is een deel van de bestaande lintbebouwing gehandhaafd. De bouwkundig in slechte staat verkerende huizen zijn vervangen door nieuwe eengezinswoningen, waarvan de rooilijn iets terugwijkt. De sobere, repeterende baksteengevels met rechthoekige dakkapellen, deels van zink, zoeken de verbinding met zowel de belendende panden, als de ambitieuzere architectuur aan de overkant van de straat.

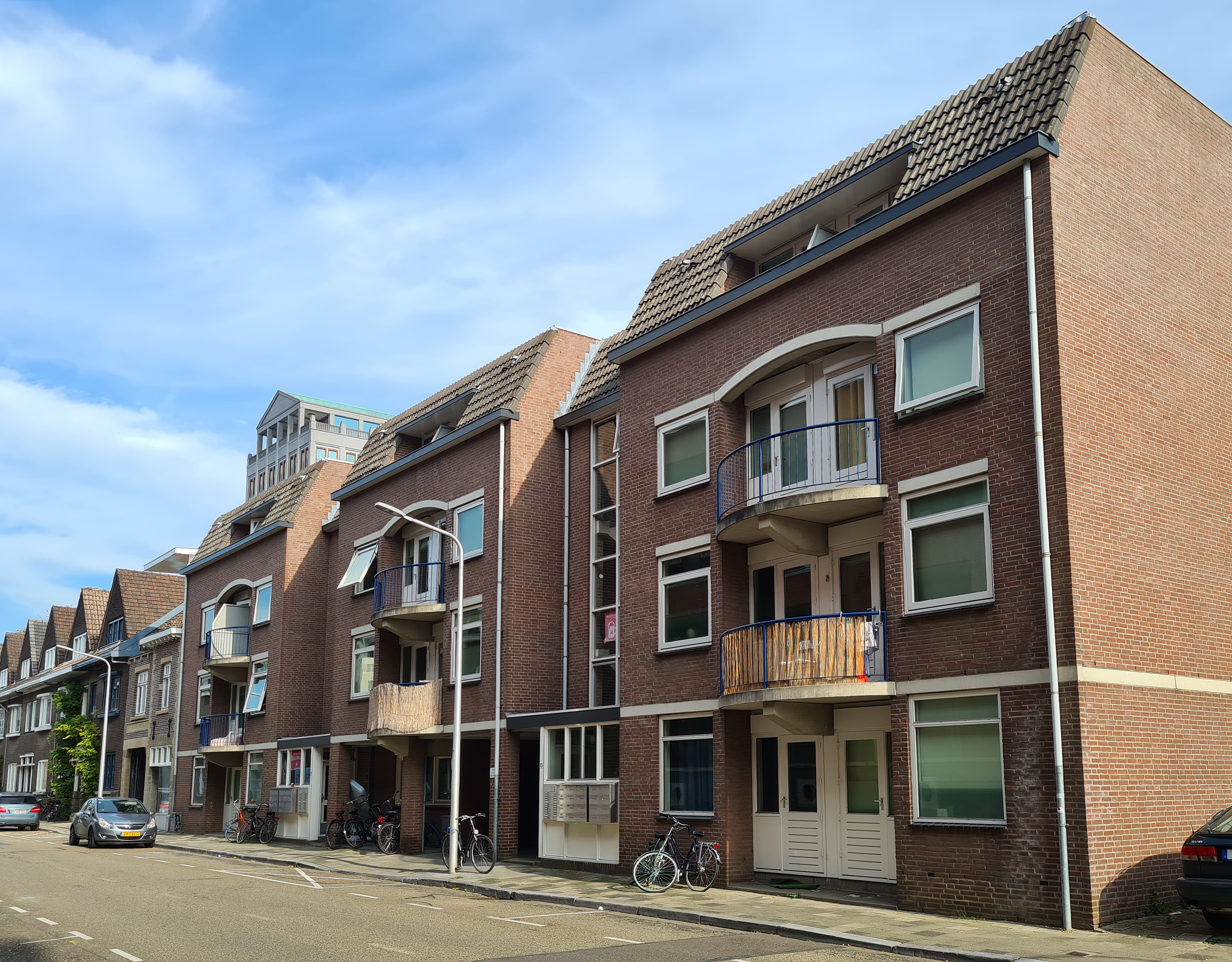
Heugemerweg 13-15
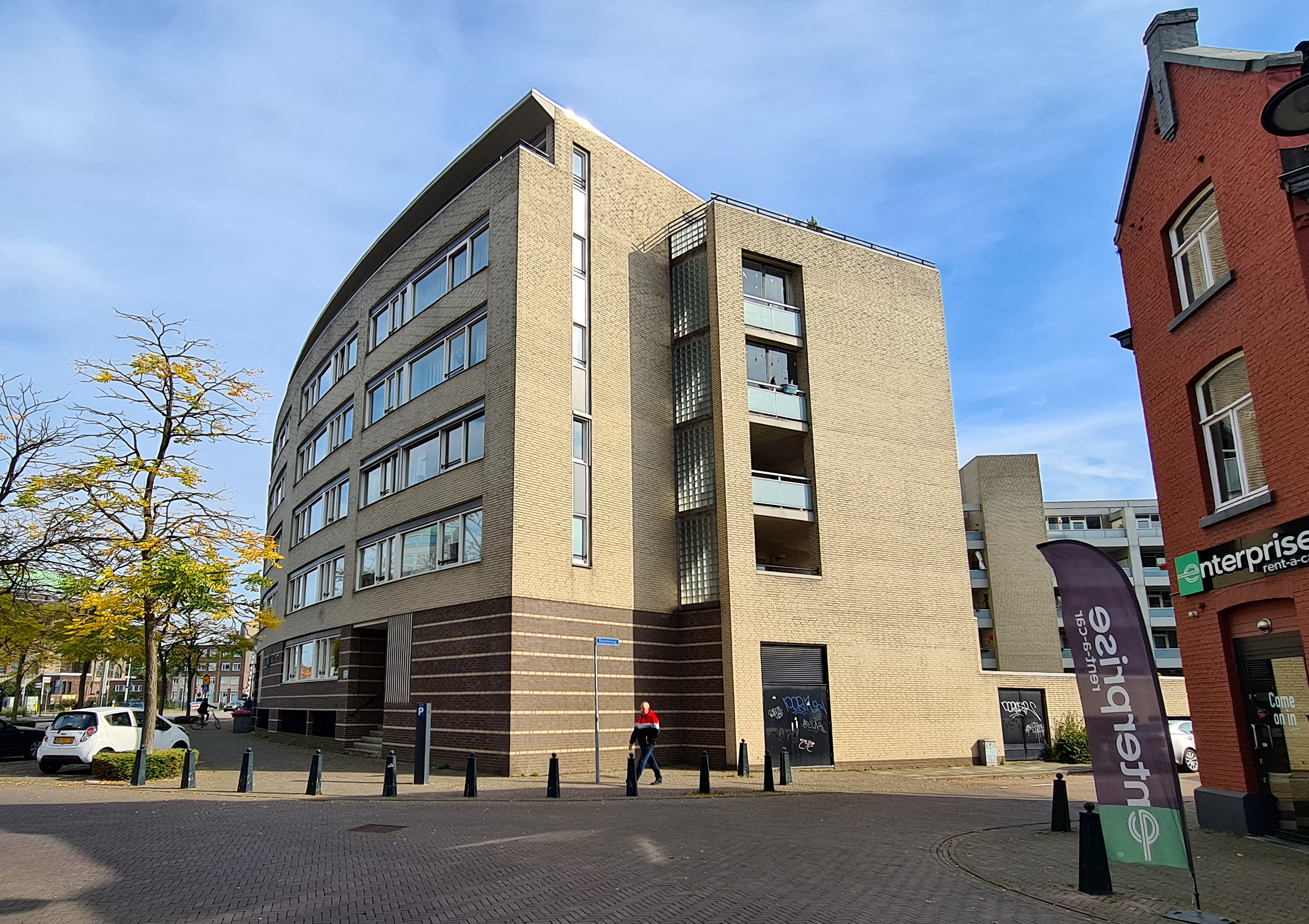
Arc de Céramique
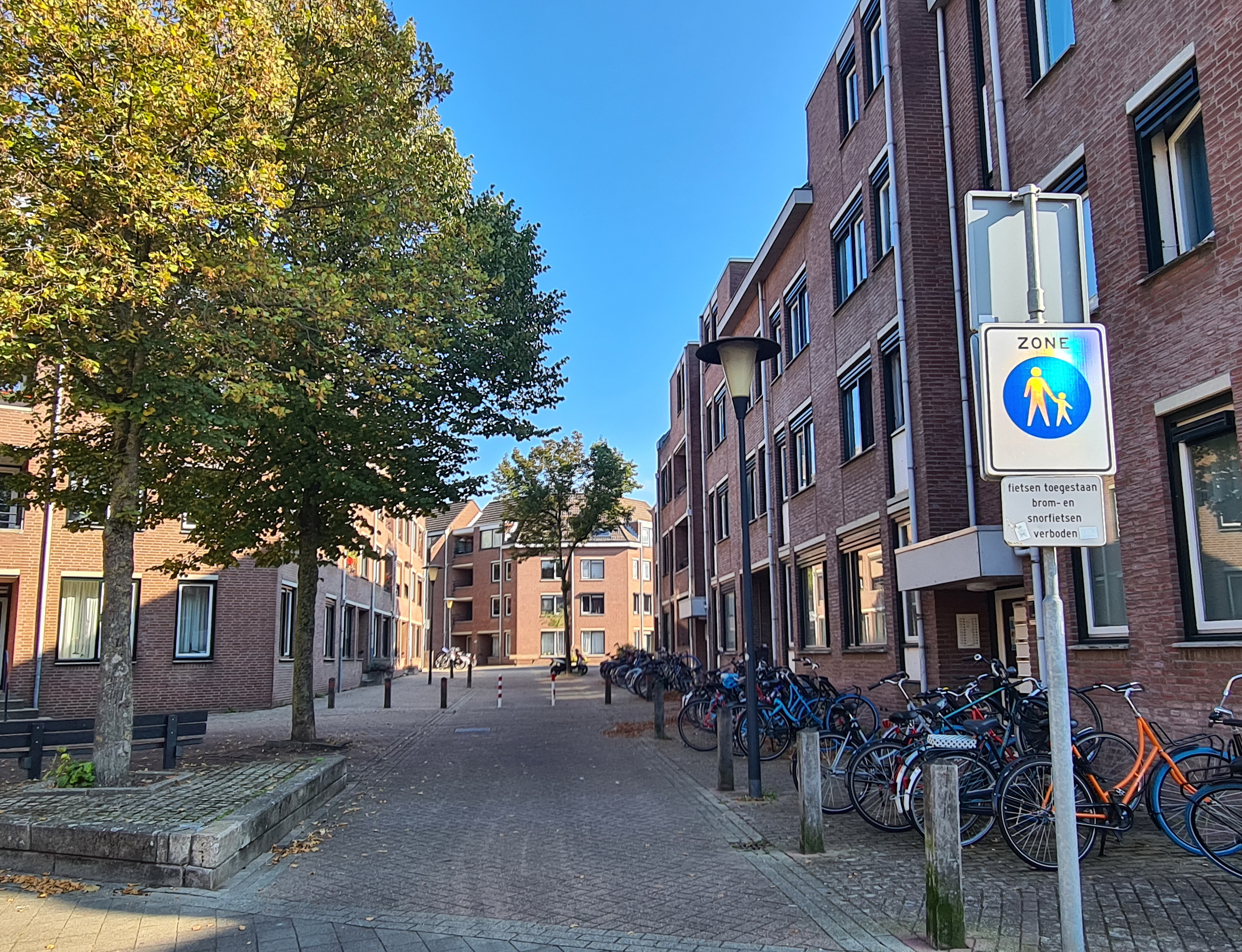
Raccordement
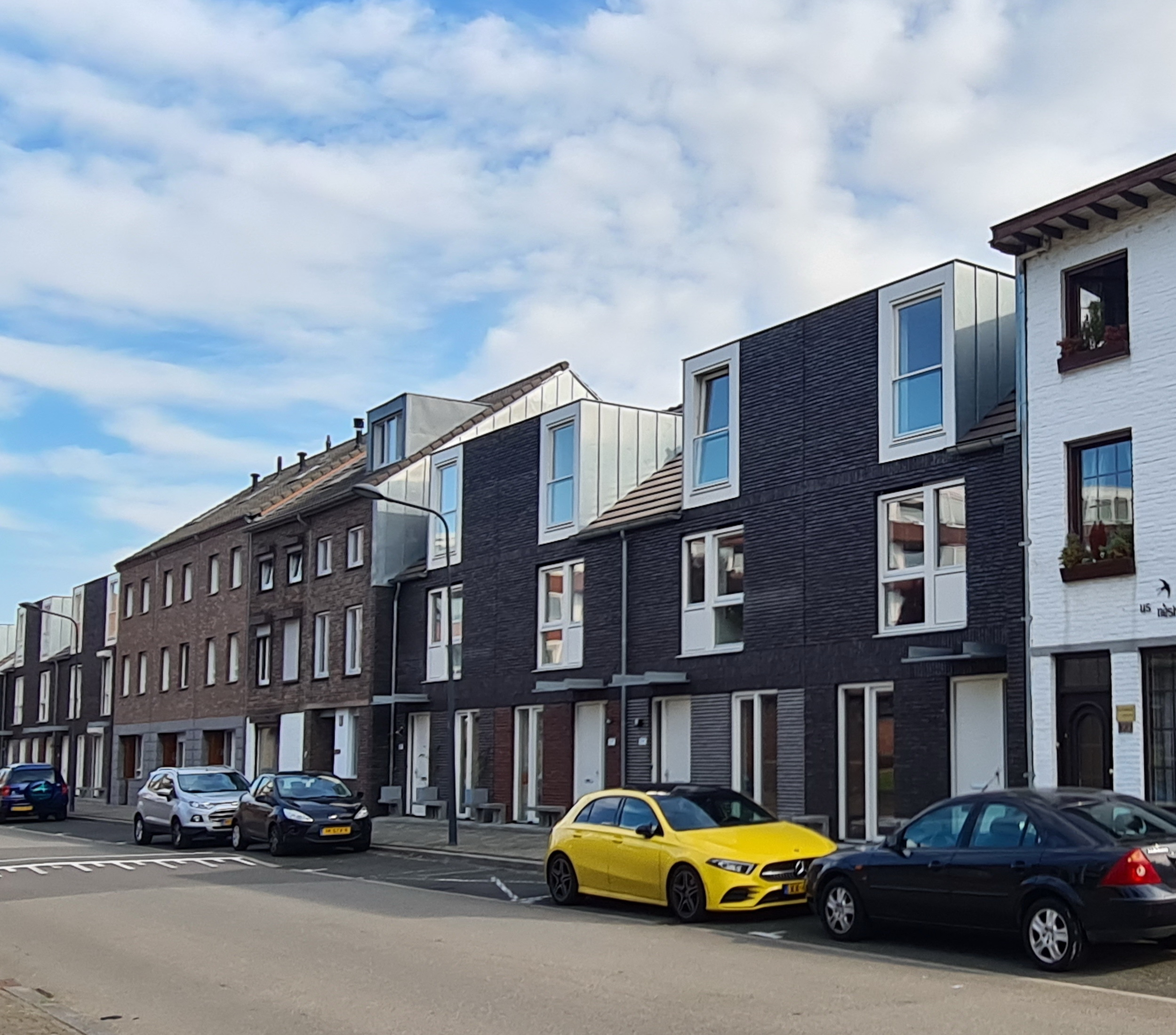
Oude en nieuwe lintbebouwing

De bebouwing aan de westzijde van de Heugemerweg is, met uitzondering van enkele oudere huizen in het noordelijk deel, in de periode 1990-2010 tot stand gekomen in het kader van het Plan Céramique. Tussen Akerstraat, Heugemerweg, Sphinxlunet en Clermontlunet ligt Porta I & II (Boosten/Rats/Teeken, 1992-93), een van de eerste gebouwen in de nieuwe wijk. Het appartementengebouw heeft verschillende gevels aan de vier straten, ook omdat rekening gehouden moest worden met de bestaande bebouwing op de hoek Akerstraat-Heugemerweg. De bouwdelen aan de Heugemerweg en Sphinxlunet zijn ontworpen door Theo Teeken. Ze zijn opgetrokken in rode baksteen met een hoge plint (vanwege de onderliggende parkeergarage), die deels van natuursteen is. Tussen het relatief smalle bouwblok aan de Heugemerweg en de kopgevel van het lange blok aan de Sphinxlunet bevindt zich een trappartij die leidt naar een niet-openbare binnentuin.

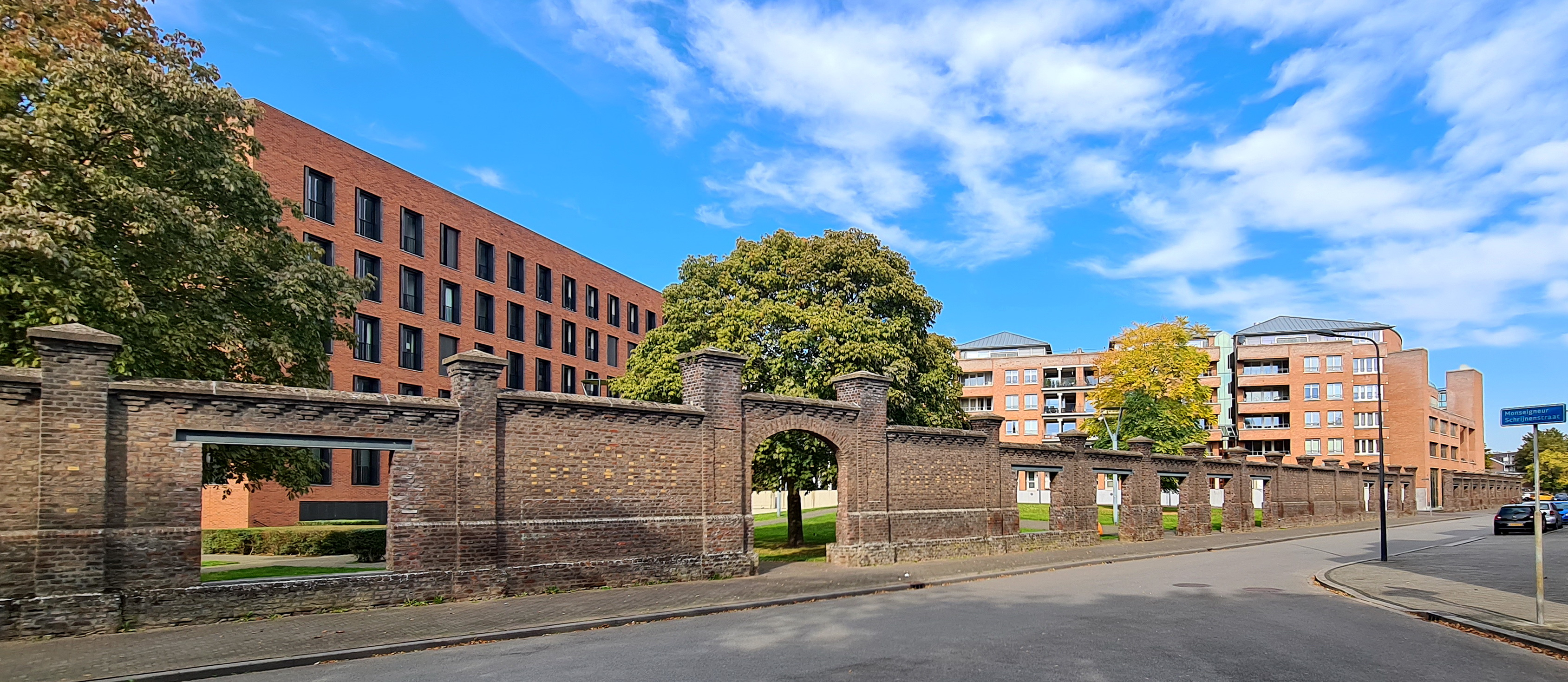
Piazza Céramique en Résidence Cortile achter de fabrieksmuur

Ten zuiden van de Sphinxlunet ligt het Grote Circus of Résidence Cortile (Bruno Albert, 1999-2003), een 230 m lang woongebouw van oranje-rode baksteen, waarvan een van de korte zijden grenst aan de Heugemerweg. De gevel is een ingenieuze combinatie van ronde en rechte vormen. Trappartijen leiden naar de semi-openbare, boven een parkeergarage aangelegde binnentuin. Een pergola-achtige constructie van beton en aluminium vormt aan de kant van de Heugemerweg de voortzetting van de fabrieksmuur en zoekt daar tevens aansluiting bij het bestaande stratenpatroon. Tussen het Grote en Kleine Circus ligt een driehoekig plantsoen, dat tevens grenst aan de Heugemerweg en een drietal woongebouwen aan een pleintje, Piazza Céramique genaamd (Jo Janssen & Wim van den Bergh, 2001-2006). Het Kleine Circus of Jardin Céramique (Martorell Bohigas MacKay, 1998) bestaat eigenlijk uit twee parallel gesitueerde, langgerekte vleugels, met daartussen een binnentuin en een halfrond, paviljoenachtig gebouw. De kopgevels van de lange bouwdelen zijn aan de kant van de Heugemerweg afgeschuind en volgen daar het tracé van de weg. Verder naar het zuiden volgt opnieuw een (kleiner) driehoekig plantsoen, waaraan het woongebouw Allogio Giardino grenst (Christian Kieckens, 2010).
Aan het einde van de Heugemerweg ligt het Z-vormige kantorencomplex Il Fiore (Herman Hertzberger, 2002), dat de weg geheel afsluit van de zogenaamde 'zuidknoop' van Céramique, de rotonde bij het Bonnefantenmuseum. Het grote gebouw combineert lange, rechte baksteengevels met ronde, glazen aanbouwen. Die laatste zijn aan de kant van Céramique gesitueerd, waarmee duidelijk gemaakt wordt dat dit de voorzijde van het gebouw is. Vanaf de Heugemerweg bepalen donkergrijze, bijna zwarte gevels het beeld. Een drietal onderdoorgangen bieden Céramique-bezoekers een blik op de Heugemerweg, hoewel het daar gelegen braakliggende terrein niet uitnodigt tot een bezoek.

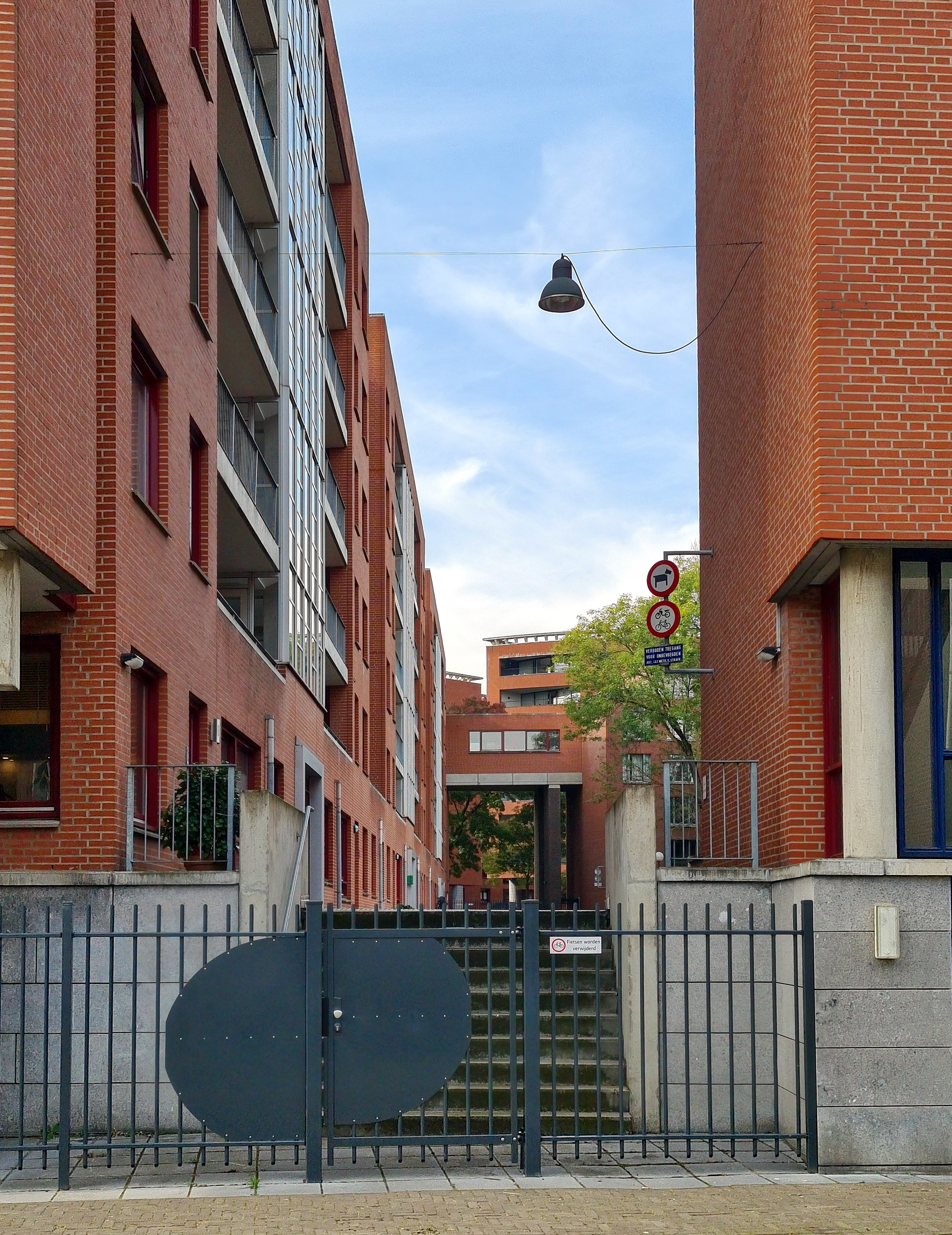
Porta II
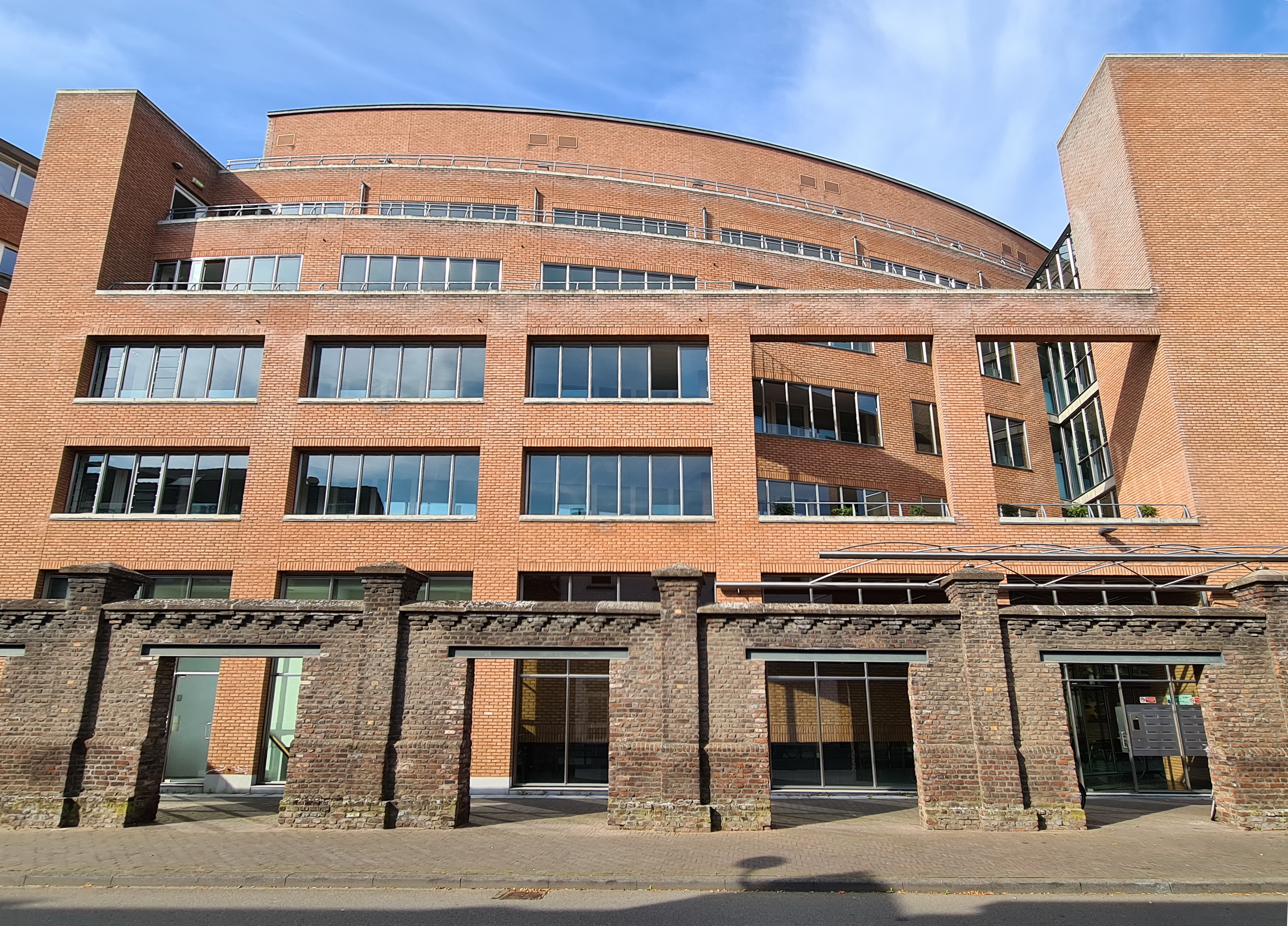
Résidence Cortile
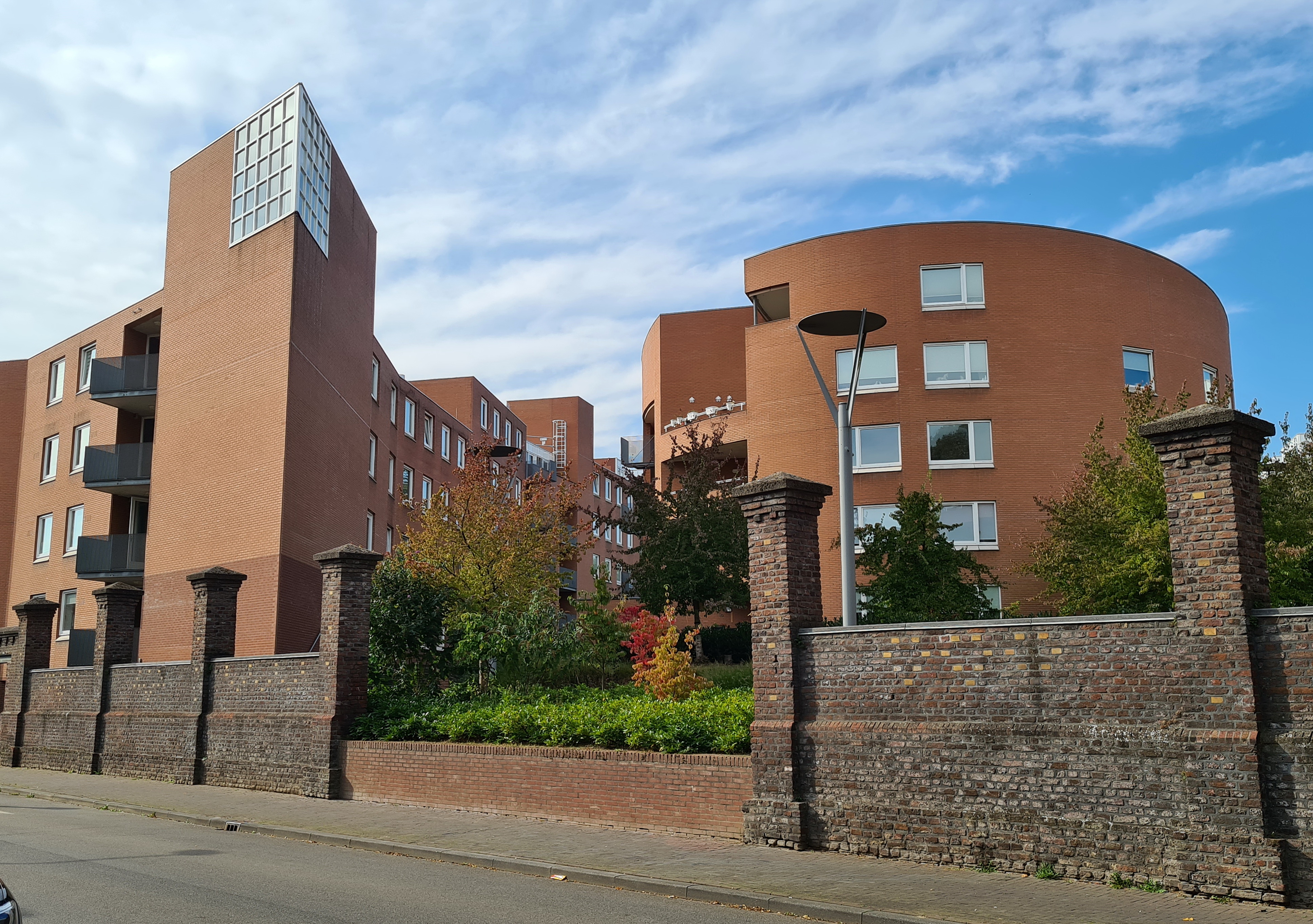
Jardin Céramique
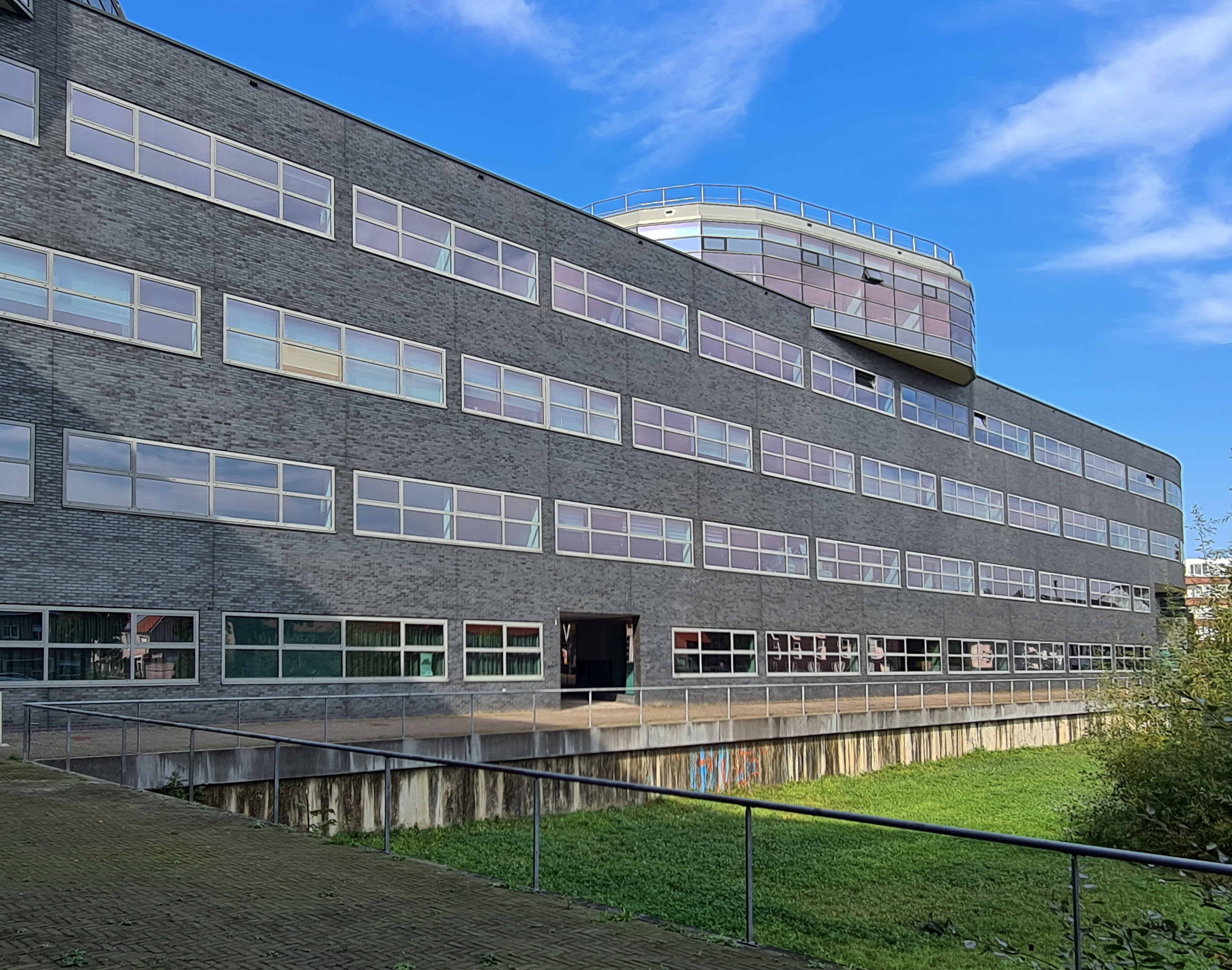
Kantoorgebouw Il Fiore